# Газіантеп
Газіантеп (тур. Gaziantep, вірм. Այնթապ, курд. Dîlok, історично Айнтаб і досі неофіційно називається Антеп) — велике місто в південно-центральній частині Туреччини. Воно є адміністративний центром ілу Газіантеп, у найзахіднішій частині турецького регіону Південно-Східна Анатолія та частково в Середземноморському регіоні. Місто розташоване приблизно за 185 км на схід від Адани та за 97 км на північ від Алеппо, Сирія, на річці Саджур.
Вважається, що місто розташоване на місці стародавньої Антіохії-ад-Таурум і недалеко від стародавньої Зеугми. Через деякий час після того, як місто, що перебувало під владою Візантії, перейшло під владу імперії Сельджуків, регіоном почали керували вірменські воєначальники. У 1098 році він став частиною Едеського графства, держави хрестоносців, хоча ним продовжували керувати вірмени, такі як Василь Гох.
Айнтаб став відомим у XIV столітті, коли фортеця перетворилася на поселення, за яке запекло боролися Мамелюцький султанат, Дулькадириди та Ілханат. У 1400 році її в облогу брав Тимур, а в 1420 році — Ак-Коюнлу. Місто, контрольоване Дулкадиридами, впало під владою Османської імперії у 1516 році, десь перед битвою при Мардж-Дабік.
За даними перепису 2024 року, у провінції Газіантеп (столичний муніципалітет) проживало 2 193 363 мешканці, з яких 1 835 508 проживали в столичній агломерації, що складається з двох (з трьох) міських районів Шахінбей і Шехіткаміль, оскільки Огузелі не є міським районом. Це шосте за чисельністю населення місто в Туреччині. Газіантеп — багатонаціональне місто, населене переважно етнічними турками та значною меншістю курдів і сирійських біженців. Історично місто було заселене туркменами, вірменами, євреями та багатьма іншими етнічними групами.
Місто відоме виробництвом фабричних килимів. 2006 року сукупний об'єм їх виробництва склав 700 мільйонів доларів США.
У лютому 2023 року місто сильно постраждало від турецько-сирійського землетрусу 2023 року.

## Історія

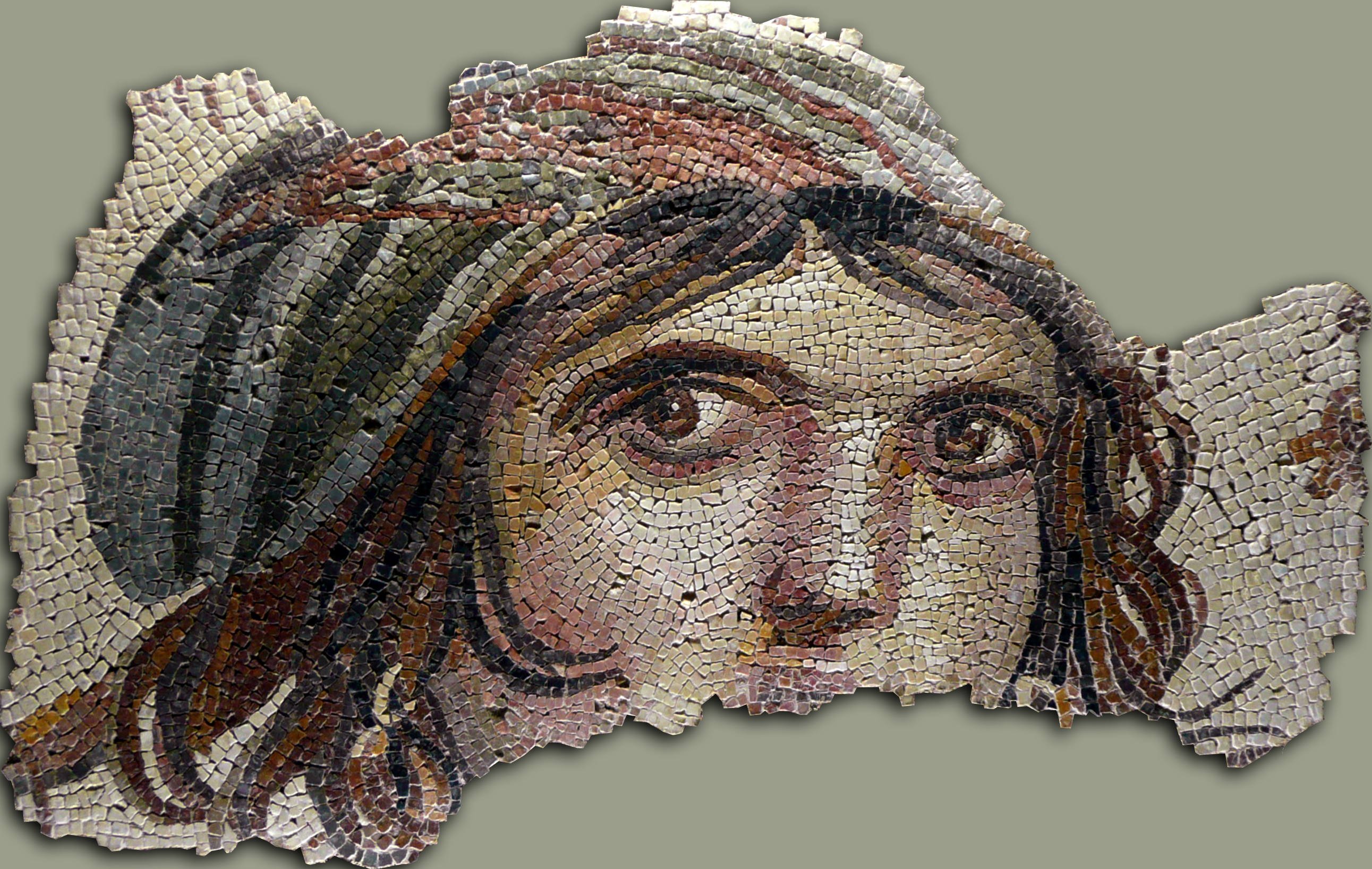
«Циганка» виставлена в Музеї мозаїки Зеугма.

### Елліністичний період
Газіантеп, ймовірно, є місцем розташування елліністичного міста Антіохія ад Таурум («Антіохія в горах Тавр»).

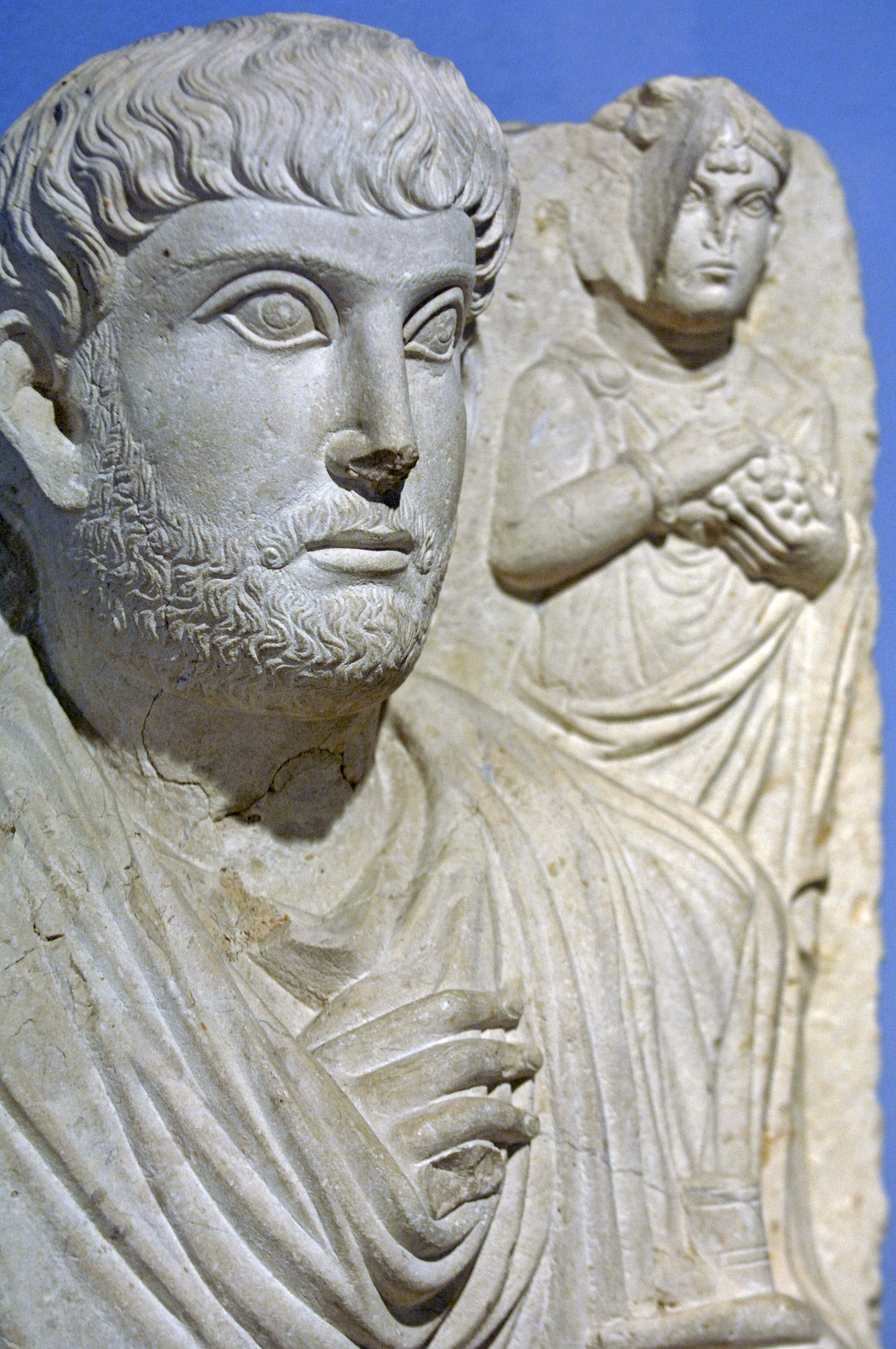
Похоронний портрет чоловіка, Пальміра (Сирія), друге або третє століття нашої ери, представлений в Газіантепському музеї археології

### Середньовічна історія
На початку своєї історії Айнтаб був переважно фортецею, яка перебувала в тіні міста Дюлюк, розташованого приблизно за 12 км на північ. Айнтаб набув популярності після того, як у XIV столітті землетрус зруйнував Дюлюк. :22 Після завоювання мусульманами Леванту, у 661 році н. е. регіон перейшов до Омейядів, а у 750 році — до Аббасидів. Він був кілька разів розорений під час арабо-візантійських війн. Після розпаду династії Аббасидів містом послідовно правили Тулуніди, Іхшидіди та Хамданіди..У 962 році воно було відвойоване візантійцями під час експансії, очолюваної Никифором II Фокою.
Після того, як Афшин-бей захопив фортецю в 1067 році, Айнтаб перейшов під владу сельджуків і управлявся сельджуцькими емірами Дамаска. Один з цих емірів, Тутуш I, призначив вірменського вельможу Тороса з Едесси правителем регіону.
У 1098 році місто було захоплене хрестоносцями та приєднане до сеньйорії Марас в графстві Едеса. Регіон продовжував перебувати під владою незалежних або васальних вірменських лордів, таких як Василь Гох. У 1150 році місто повернулося до складу сельджуцького султанату Рум, у 1155—1157 та 1204—1206 роках контролювалося Вірменським королівством Кілікії, а в 1172 році його захопили Зангіди, а в 1181 році — Аюбіди. У 1218 році його знову захопив Сельджуцький султанат Рум.
З настанням XIII століття, за словами географа Якута аль-Хамаві, Дюлюк став одним з підданих Айнтаба. У наступному столітті Айнтаб був столицею свого округу і містом з прекрасними ринками, які часто відвідували купці та мандрівники, в той час, як Дюлюк був у руїнах, за словами Абульфеди. Проте, Айнтаб продовжував бути предметом запеклих суперечок протягом цих століть. :22–3 У 1270 році місто було захоплене монголами. :23
Він неодноразово переходив з рук Ільханату до Мамлюцького султанату або Дулкадірів, туркменської васальної держави мамлюків. Газіантеп знаходився поблизу південного кордону емірату Дулкадір і кілька разів вислизав з-під їхнього контролю. :23 Ільхани правили ним у 1260 і 1261, 1271—1272, 1280—1281 та 1299—1317 роках. Мамлюки контролювали місто в період з 1261 і 1271, 1272—1280, 1281—1299, 1317—1341, 1353—1378, 1381—1389 років. У 1390 році його безуспішно облягав лідер дулкадірів Севлі-бег. Хоча мамлюки та їхні васали дулкадіриди могли контролювати місто з 1395 року до османського завоювання в 1516 році, місто було обложене Тимуром у 1400 році, а потім у 1420 році лідером Ак-Коюнлу Кара Юсуфом. :23
Усі ці напади спричинили руйнування та страждання серед місцевого населення. Але водночас місто «завоювало репутацію культурного центру». Бадр аль-Дін аль-Айні, уродженець Айнтабу, який став успішним дипломатом, суддею та істориком за часів мамлюків, наприкінці 1300-х років писав, що місто називали «маленькою Бухарою», оскільки туди приїжджало навчатися багато вчених. Айні також залишив свідчення з перших рук про страждання, спричинені облогою Севлі-беком у 1390 році. :23
Ще один важкий період для жителів Айнтаба настав наприкінці 1460-х років, коли принц Дулкадір Шехсувар повстав проти мамлюків. :25 У травні 1468 року мамлюки захопили Айнтаб, вигнавши війська Шехсувара; у звіті губернатора Алеппо зазначено, що опір був запеклим. Вже через місяць Шехсувар відвоював Айнтаб після чотирьох «сутичок» з військами мамлюків. Після остаточної поразки Шехсувара і його публічної страти мамлюками в 1473 році Газіантеп пережив період відносного миру і стабільності під владою його брата і наступника Алауддевле. Алауддевле, здається, вважав Газіантеп важливим володінням і доручив будівництво кількох споруд у місті, включаючи водосховище і велику мечеть у центрі міста. Міська фортеця також була відремонтована, роботи були завершені в 1481 році. Ці ремонтні роботи, ймовірно, були замовлені мамлюкським султаном Кайтбаєм під час його походу по північній Сирії в 1477 році; його ім'я викарбувано над вхідним порталом, можливо, символічно позначаючи його територію. :26
Кінець князівства Дулкадір настав приблизно в 1515 році. Алауддевле відмовився воювати на боці османів у битві при Чалдирані в 1514 році. Османи використали це як привід для його повалення, і в червні 1515 року він був страчений. :24Оскільки Алауддевле був васалом мамлюків, мамлюки вважали це образою, і мамлюцький султан Кансух аль-Гаврі мобілізував армію та рушив на північ до Алеппо. :25
Конфлікт у регіоні означав, що в Газіантепі, мабуть, панувала велика тривога щодо долі міста та його околиць. Пізніші судові записи початку 1540-х років містять документальні свідчення про «розселення та втрату населення» внаслідок втечі людей; це, можливо, було більш вираженим у сільській місцевості, ніж у самому місті. :30

### Османський період
Османська імперія захопила Газіантеп незадовго до битви при Мардж-Дабіку у 1516 році, за часів правління султана Селіма I. В османський період Айнтаб був санджаком із центром спочатку в еялеті Дулкадир (1516—1818), а пізніше у вілаєті Алеппо (1908—1918). Воно також було каза в Алеппському вілайєті (1818—1908). Завдяки своєму розташуванню на перетині торгових шляхів місто стало центром торгівлі.
Хоча Газіантеп контролювався Вірменським королівством Кілікії лише між 1155—1157 та 1204—1206 роками, протягом більшої частини останніх двох тисячоліть у ньому проживала велика вірменська громада..Вірмени відіграли значну роль в історії, добробуті та процвітанні міста. Ці громади більше не існують у місті через різанину в Гаміді 1895 року та геноцид вірмен 1915 року
Через Газіантеп проходив важливий торговий шлях в межах Османської імперії. Вірмени були активними у промисловості, сільському господарстві та, що особливо важливо, в торгівлі, і стали найбагатшою етнічною групою в місті, доки їхнє багатство не було конфісковано під час геноциду вірмен.
Битва при Мардж-Дабіку
На початку свого походу проти мамлюків у 1516 році османський султан Селім I привів свою армію до Газіантепа на шляху до Сирії. Мамелюцький намісник міста, Юнус-бек, підкорився Селіму без бою та 20 серпня передав йому ключі від замку. :26 Наступного дня, 21 серпня, Селім розбив табір за містом «з великою величчю і помпезністю» і провів наради з місцевими воєначальниками, щоб обговорити стратегію майбутньої битви. :26–7 Доленосна битва при Мардж-Дабіку відбулася всього через кілька днів, 24 серпня. Газіантеп, хоча й не був місцем активних бойових дій, таким чином відіграв стратегічну роль у завоюванні Османською імперією Мамлюкського султанату. :27
Перемога Османської імперії під Мардж-Дабіком мала глибокі наслідки для Газіантепа, хоча його мешканці тоді ще не знали про це. Вперше за майже 1000 років Газіантеп опинився в центрі імперії, а не в прикордонному регіоні, де точилися суперечки. Він втратив своє стратегічне значення, але також і вразливість до нападів. Протягом чотирьох століть, аж до французької окупації 1921 року, в Газіантепі було відносно спокійно. :27

#### Економічне відновлення
У короткостроковій перспективі, однак, Газіантеп все ще потерпав від нестабільності до (і після) османського завоювання. :28–9 У цей період Газіантеп страждав від «розграбування», а також страху, спричиненого політичною невизначеністю. :29 Окрім політичного конфлікту, економічний спад міста в цей час також можна частково пояснити загальним занепадом торгівлі у східному Середземномор'ї, що спричинило загальний економічний спад у регіоні на початку 1500-х років. :31–2
Лише близько 1530-х років, коли османська влада звернула увагу на нещодавно відвойовані у Дулкадира території, кадастрові записи свідчать про відновлення процвітання Газіантепа. :28, 30–1 Важливою подією став успішний месопотамський похід Сулеймана I Пишного проти Сефевідського Ірану в 1534—1536 роках, в результаті якого було взято Багдад і підвищено безпеку торговельних шляхів у регіоні Газіантепа. :31 Як і попередній економічний спад, відновлення процвітання Газіантепу в 1530-х роках було частиною ширшої регіональної моделі економічного зростання в цей період. :32

#### Адміністративні зміни
Дулькадирський емірат не просто зник одразу після перемоги Османської імперії при Мардж-Дабіку. Він проіснував як османський васал до 1522 року, коли останній правитель Дулкадиру «чинив опір дисципліні з боку османської влади». Османи стратили його та офіційно ліквідували Дулкадирський емірат, приєднавши його території до імперії, щоб утворити беглербеглік Дулкадир. :25
Однак, незважаючи на те, що Газіантеп був частиною колишніх територій Дулкадиру, санджак спочатку був підпорядкований беглербегліку Алеппо, а не Дулкадиру. Це вказує на те, що, як і в мамлюкський період, Газіантеп тоді розглядався більше як частина північної Сирії, ніж як частина Анатолії. Район був «культурно змішаним», і багато місцевих жителів розмовляли турецькою та арабською (а також іншими мовами). Культурні та економічні зв'язки Газіантепа були переважно з Алеппо, який був великим міжнародним центром торгівлі. :27
У 1530-х роках Газіантеп був включений до складу беглербегліка Дулкадир, столицею якого був Мараш. Незважаючи на те, що адміністративно Газіантеп тепер входив до складу Дулкадира, в торговому відношенні він, як і раніше, був пов'язаний з Алеппо. :27

#### XVII—XIX століття
Турецький мандрівник XVII століття Евлія Челебі зазначив, що в місті було 3 900 магазинів і дві заїжджі двори.
У 1818 році Газіантеп повернули до складу провінції Алеппо. :27

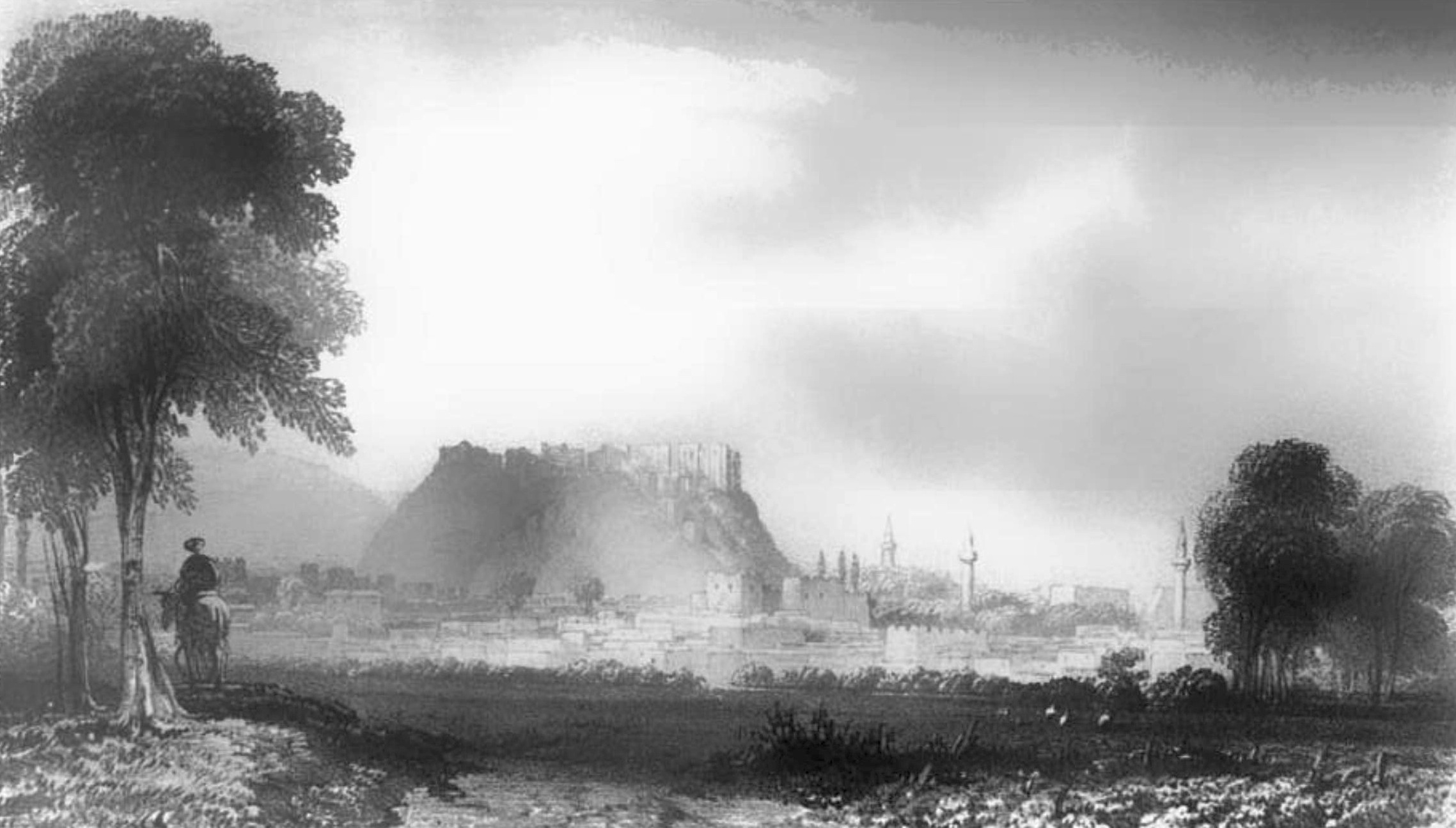
Айнтаб у середині 19 століття

Наприкінці XIX століття в Айнабі проживало близько 45 000 осіб, дві третини з яких були мусульманами — переважно турецького походження, але також частково арабського..Велика громада християн проживала у вірменській громаді. У XIX столітті в Айнтабі відбувалася значна місіонерська діяльність американських протестантів-християн. Зокрема, коледж Центральної Туреччини був заснований 1874 року Американською місіонерською радою та значною мірою служив вірменській громаді. Вірмени зазнавали систематичного винищення під час Хамідійської різанини 1895 року, а згодом геноциду вірмен у 1915 році. У зв'язку з цим у 1916 році коледж Центральної Туреччини було переведено в Алеппо.

### Турецька Республіка
Після Першої світової війни та Мудроського перемир'я 17 грудня 1918 року Газіантеп був окупований Великою Британією, а 5 листопада 1919 року переданий Франції. Французький вірменський легіон також брав участь в окупації. У квітні 1920 року нерегулярні турецькі війська, відомі як Кува-ї Мілліє, взяли місто в облогу, але 10-місячна битва призвела до перемоги французів. Близько 6 000 турецьких цивільних осіб було вбито під час цієї битви.
Останню спробу відродити вірменську громаду в місті французи зробили під час облоги Айнтаба, коли вірменам, які втекли від геноциду, пообіцяли повернути їхні домівки на рідних землях. Однак 25 грудня 1921 року було підписано Анкарський договір, і в результаті французи евакуювалися з міста.
За словами Уміта Курта, який народився в сучасному Газіантепі і є академіком Гарвардського центру близькосхідних досліджень, «знаменита битва при Айнтабі з французами… здається, була однаковою мірою організованою боротьбою групи людей, що наживалися на геноциді, прагнучих утримати награбоване, і боротьбою з окупаційними силами. Опір… прагнув унеможливити перебування вірменських репатріантів у їхніх рідних містах, тероризуючи їх [знову], щоб змусити їх тікати. Коротше кажучи, місцеві… землевласники, промисловці та цивільно-військові бюрократичні еліти не лише очолили рух опору, але й фінансували його, щоб очистити Айнтаб від вірмен». Ті самі турецькі сім'ї, які збагатилися на експропріації вірмен у 1915 та 1921/1922 роках, продовжували домінувати в політиці міста протягом однопартійного періоду Турецької Республіки.
До 8 лютого 1921 року місто мало назву Антеп, титул газі (хоробрий) був наданий турецьким парламентом за заслуги містян під час війни за незалежність країни.
У 2013 році Туреччина, держава-член НАТО, запросила розміщення ракет MIM-104 Patriot в Газіантепі, щоб мати можливість швидше реагувати у випадку військової операції проти турецької території в Сирійській громадянській війні, що і було прийнято.
6 лютого 2023 року місто та прилеглі райони були зруйновані катастрофічними землетрусами. Близько 900 будівель обвалилися,і 10 777 інших будівель у місті були сильно пошкоджені, їх запланували знести. Історичні будівлі, зокрема замок Газіантеп, мечеть Ширвані та мечеть Визволення, також зазнали серйозних пошкоджень.

## Географія
Місто розташоване у південній частині хребта Східний Тавр за 40  км на схід від річки Євфрат.

### Клімат
У Газіантепі спекотний середземноморський клімат (Кеппен: Csa, Треварта: Cs) з дуже спекотним, сухим літом та прохолодною, вологою та часто сніжною зимою.
За даними 1966 року, в середньому за зиму в Газіантепі буває 4,6 сніжних днів з 10-денним сніговим покривом, а також 2,5 дні з градом.:302
Найвища зафіксована температура: 44,0 °C (111,2 °F) 29 липня 2000 року та 14 серпня 2023 року.
Найнижча зафіксована температура: −17,5 °C (0,5 °F) 15 січня 1950 року.
| Клімат Кліматичні дані для Газіантепа (1991-2020, екстремальні значення 1940-2023) | Клімат Кліматичні дані для Газіантепа (1991-2020, екстремальні значення 1940-2023) | Клімат Кліматичні дані для Газіантепа (1991-2020, екстремальні значення 1940-2023) | Клімат Кліматичні дані для Газіантепа (1991-2020, екстремальні значення 1940-2023) | Клімат Кліматичні дані для Газіантепа (1991-2020, екстремальні значення 1940-2023) | Клімат Кліматичні дані для Газіантепа (1991-2020, екстремальні значення 1940-2023) | Клімат Кліматичні дані для Газіантепа (1991-2020, екстремальні значення 1940-2023) | Клімат Кліматичні дані для Газіантепа (1991-2020, екстремальні значення 1940-2023) | Клімат Кліматичні дані для Газіантепа (1991-2020, екстремальні значення 1940-2023) | Клімат Кліматичні дані для Газіантепа (1991-2020, екстремальні значення 1940-2023) | Клімат Кліматичні дані для Газіантепа (1991-2020, екстремальні значення 1940-2023) | Клімат Кліматичні дані для Газіантепа (1991-2020, екстремальні значення 1940-2023) | Клімат Кліматичні дані для Газіантепа (1991-2020, екстремальні значення 1940-2023) | Клімат Кліматичні дані для Газіантепа (1991-2020, екстремальні значення 1940-2023) |
| Показник                                                                           | Січ.                                                                               | Лют.                                                                               | Бер.                                                                               | Квіт.                                                                              | Трав.                                                                              | Черв.                                                                              | Лип.                                                                               | Серп.                                                                              | Вер.                                                                               | Жовт.                                                                              | Лист.                                                                              | Груд.                                                                              | Рік                                                                                |
| Абсолютний максимум, °C                                                            | 19,0                                                                               | 24,3                                                                               | 28,1                                                                               | 34,0                                                                               | 37,8                                                                               | 40,2                                                                               | 44,0                                                                               | 44,0                                                                               | 40,8                                                                               | 36,4                                                                               | 27,3                                                                               | 25,2                                                                               | 44,0                                                                               |
| Середній максимум, °C                                                              | 8,4                                                                                | 10,2                                                                               | 15,0                                                                               | 20,3                                                                               | 26,0                                                                               | 31,9                                                                               | 36,0                                                                               | 36,2                                                                               | 31,8                                                                               | 25,0                                                                               | 16,5                                                                               | 10,4                                                                               | 22,3                                                                               |
| Середня температура, °C                                                            | 3,9                                                                                | 5,1                                                                                | 9,3                                                                                | 14,0                                                                               | 19,3                                                                               | 24,8                                                                               | 28,7                                                                               | 28,7                                                                               | 24,2                                                                               | 17,7                                                                               | 10,2                                                                               | 5,6                                                                                | 16,0                                                                               |
| Середній мінімум, °C                                                               | 0,4                                                                                | 0,9                                                                                | 4,2                                                                                | 8,3                                                                                | 13,0                                                                               | 18,1                                                                               | 22,1                                                                               | 22,1                                                                               | 17,5                                                                               | 11,7                                                                               | 5,4                                                                                | 1,9                                                                                | 10,5                                                                               |
| Абсолютний мінімум, °C                                                             | −17,5                                                                              | −15,6                                                                              | −11                                                                                | −4,3                                                                               | 0,4                                                                                | 4,5                                                                                | 9,0                                                                                | 10,8                                                                               | 3,4                                                                                | −3,9                                                                               | −9,7                                                                               | −15                                                                                | −17,5                                                                              |
| Середня кількість сонячних годин на місяць                                         | 111,6                                                                              | 124,3                                                                              | 164,3                                                                              | 192,0                                                                              | 220,1                                                                              | 261,0                                                                              | 275,9                                                                              | 269,7                                                                              | 234,0                                                                              | 198,4                                                                              | 153,0                                                                              | 105,4                                                                              |                                                                                    |
| Норма опадів, мм                                                                   | 98.1                                                                               | 89.6                                                                               | 68.9                                                                               | 56.1                                                                               | 32.9                                                                               | 9.2                                                                                | 10.6                                                                               | 8.5                                                                                | 13.1                                                                               | 42.6                                                                               | 67.5                                                                               | 104.5                                                                              | 601.6                                                                              |
| Днів з опадами                                                                     | 12,3                                                                               | 11,5                                                                               | 11,3                                                                               | 10,1                                                                               | 7,5                                                                                | 2,27                                                                               | 0,67                                                                               | 0,53                                                                               | 1,9                                                                                | 6,2                                                                                | 8,1                                                                                | 11,7                                                                               | 84,1                                                                               |
| Днів зі снігом                                                                     | 2,9                                                                                | 1,3                                                                                | 1,3                                                                                | 0                                                                                  | 0                                                                                  | 0                                                                                  | 0                                                                                  | 0                                                                                  | 0                                                                                  | 0                                                                                  | 0                                                                                  | 0,4                                                                                |                                                                                    |
| Вологість повітря, %                                                               | 74.2                                                                               | 70.8                                                                               | 64.7                                                                               | 61.3                                                                               | 56.0                                                                               | 47.5                                                                               | 43.9                                                                               | 46.9                                                                               | 49.4                                                                               | 57.2                                                                               | 67.2                                                                               | 73.7                                                                               | 59.3                                                                               |
| ---------------------------------------------------------------------------------- | ---------------------------------------------------------------------------------- | ---------------------------------------------------------------------------------- | ---------------------------------------------------------------------------------- | ---------------------------------------------------------------------------------- | ---------------------------------------------------------------------------------- | ---------------------------------------------------------------------------------- | ---------------------------------------------------------------------------------- | ---------------------------------------------------------------------------------- | ---------------------------------------------------------------------------------- | ---------------------------------------------------------------------------------- | ---------------------------------------------------------------------------------- | ---------------------------------------------------------------------------------- | ---------------------------------------------------------------------------------- |

## Політика
Нинішнім мером Газіантепа є Фатма Шахін, яка раніше обіймала посаду міністра сім'ї та соціальної політики в третьому кабінеті Ердогана.
| Мер                                                | Роки служби     |
| Фатма Шахін (Партія справедливості та розвитку)    | 2014 — дотепер  |
| Асим Гюзельбей (Партія справедливості та розвитку) | 2004 — 2014 рр. |
| Джелал Доган (SHP, CHP)                            | 1989 — 2004     |
| Омер Арпаджиоглу (ANAP)                            | 1984 — 1989     |

## Економіка

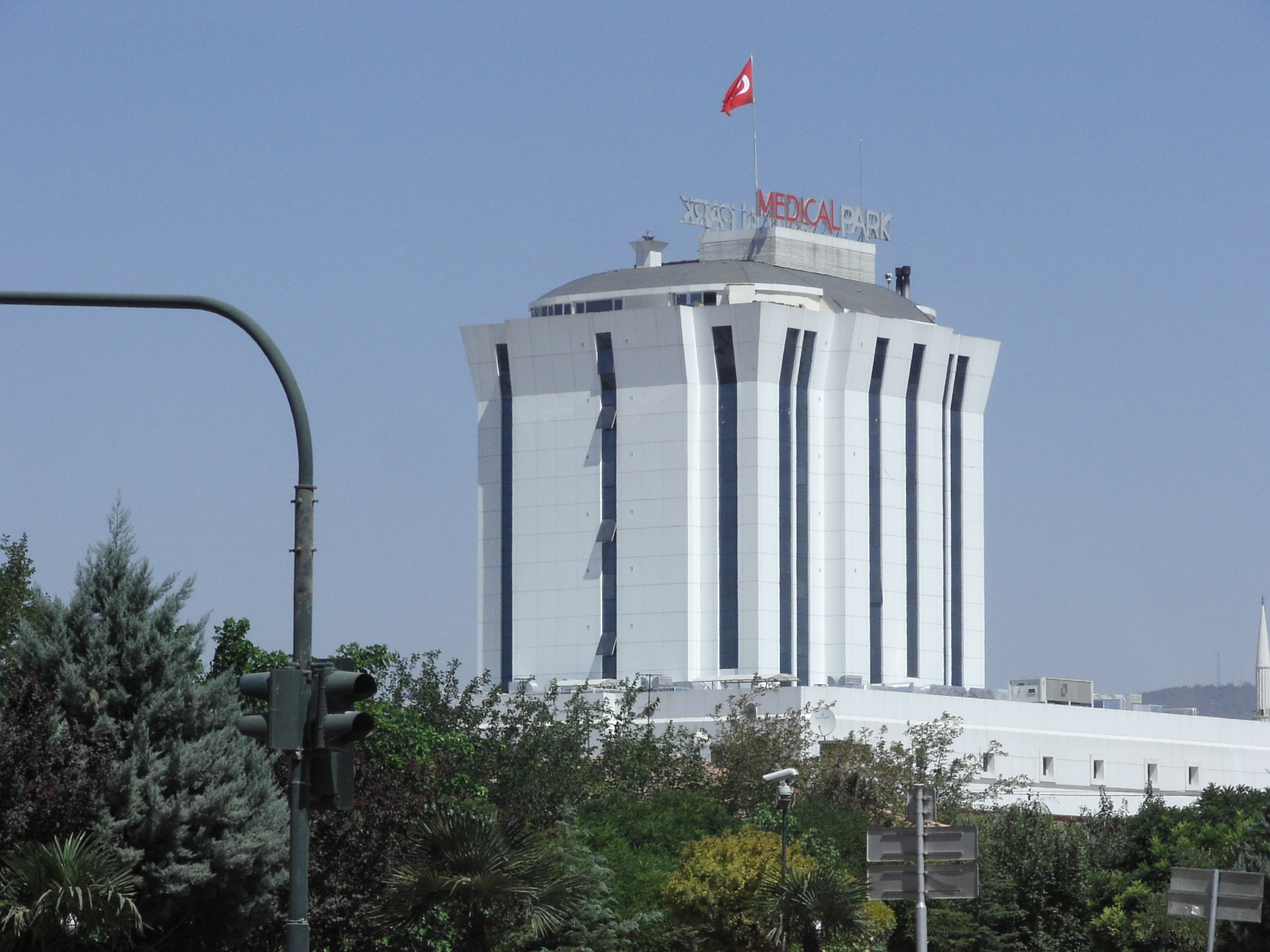
Лікарня Медікал Парк у Газіантепі

Газіантеп славиться своїми регіональними виробами: мідні речі та «єменські» сандалі, характерні для цього регіону. Місто є економічним центром південно-східної та східної Туреччини. Кількість великих промислових підприємств, створених у Газіантепі, становить чотири відсотки промисловості Туреччини в цілому, а малі підприємства — шість відсотків. Крім того, Газіантеп має найбільшу розвинену індустріальну зону в Туреччині та займає перше місце в експорті та імпорті. Місто є центром виробництва мила «Нізіп» на основі зеленої оливкової олії.
Традиційно торгівля в Газіантепі зосереджувалася на критих ринках, відомих як «Бедестен» або «Ганс», найвідомішими з яких є Бедестен Зінчірлі, Бедестен Хюсейна Паші та Бедестен Кеміклі.
У Газіантепі також розвивається туристична індустрія. Забудова навколо заснування замку покращує красу і доступність замку і мідних майстерень, що його оточують. У районі з'являються нові ресторани та підприємства, орієнтовані на туристів. Порівняно з іншими регіонами Туреччини, туристи в Газіантепі все ще в новинку, і місцеві жителі приймають їх дуже гостинно. Багато студентів, які вивчають англійську мову, охоче працюють гідами для туристів.
Газіантеп — один із провідних виробників килимів машинної роботи у світі. У 2006 році він експортував килимів машинного виробництва на суму близько 700 мільйонів доларів США. В організованій промисловій зоні Газіантепа налічується понад 100 килимових підприємств.
З його великими оливковими гаями, виноградниками та фісташковими садами, Газіантеп є одним з важливих сільськогосподарських та промислових центрів Туреччини.
Газіантеп — центр вирощування фісташок у Туреччині, який у 2007 році виробив 60 000 метричних тонн (59 000 довгих тонн; 66 000 коротких тонн), і отримав свою назву від турецького слова «фісташка» Antep fıstığı, що означає «горіх Антеп».
Газіантеп є головним центром переробки фісташок у Туреччині, близько 80 % фісташок в країні (наприклад, лущення, пакування, експорт та зберігання) переробляється в місті. «Antep fıstığı» є захищеним географічним зазначенням в Туреччині; воно було зареєстровано в цьому статусі у 2000 році.
У 2009 році відкрився найбільший критий торговий центр у місті та регіоні, «Санко Парк», який почав приваблювати значну кількість покупців із Сирії.
Відносини між Туреччиною та Сирією значно погіршили після початку громадянської війни в Сирії у 2011 році.

## Демографія
Газіантеп переважно населений турками. Тут також проживає значна меншість курдів, близько 450 тисяч осіб, та приблизно 470 тисяч сирійських біженців.

### Історія
На початку XIV століття арабський географ Дімашкі зазначив, що населення Айнтабу було туркоманами. Айнтаб продовжував залишатися турецьким або туркоманським протягом XVII, XIX, та XX століть. Вірмени населяли Айнтаб щонайменше з X століття до геноциду вірмен. Відмовившись від вірменської мови на користь турецької ще в XVI столітті, вірмени Айнтабу переважно розмовляли турецькою мовою, тоді як використання вірменської мови зросло після 1850 року.У місті також проживала невелика єврейська меншість, переважно сефардського походження. Єврейське населення швидко зменшилося в середині XX століття, досягнувши нуля до 1980-х років. На відміну від більшості міст Південно-Східної Анатолії, місто Газіантеп не мало значної курдської меншини до XX століття, коли в ньому спостерігалося зростання курдського населення через економічно вмотивовану міграцію з Турецького Курдистану. До кінця 2010-х років курдське населення збільшилося до однієї чверті міста та провінції, досягнувши 400 000—450 000 курдів. Наприкінці османської епохи в місті проживало багато європейців та американців. В Айнтабі також проживала значна узбецька меншина, яка залишилася ще з часів османського правління.

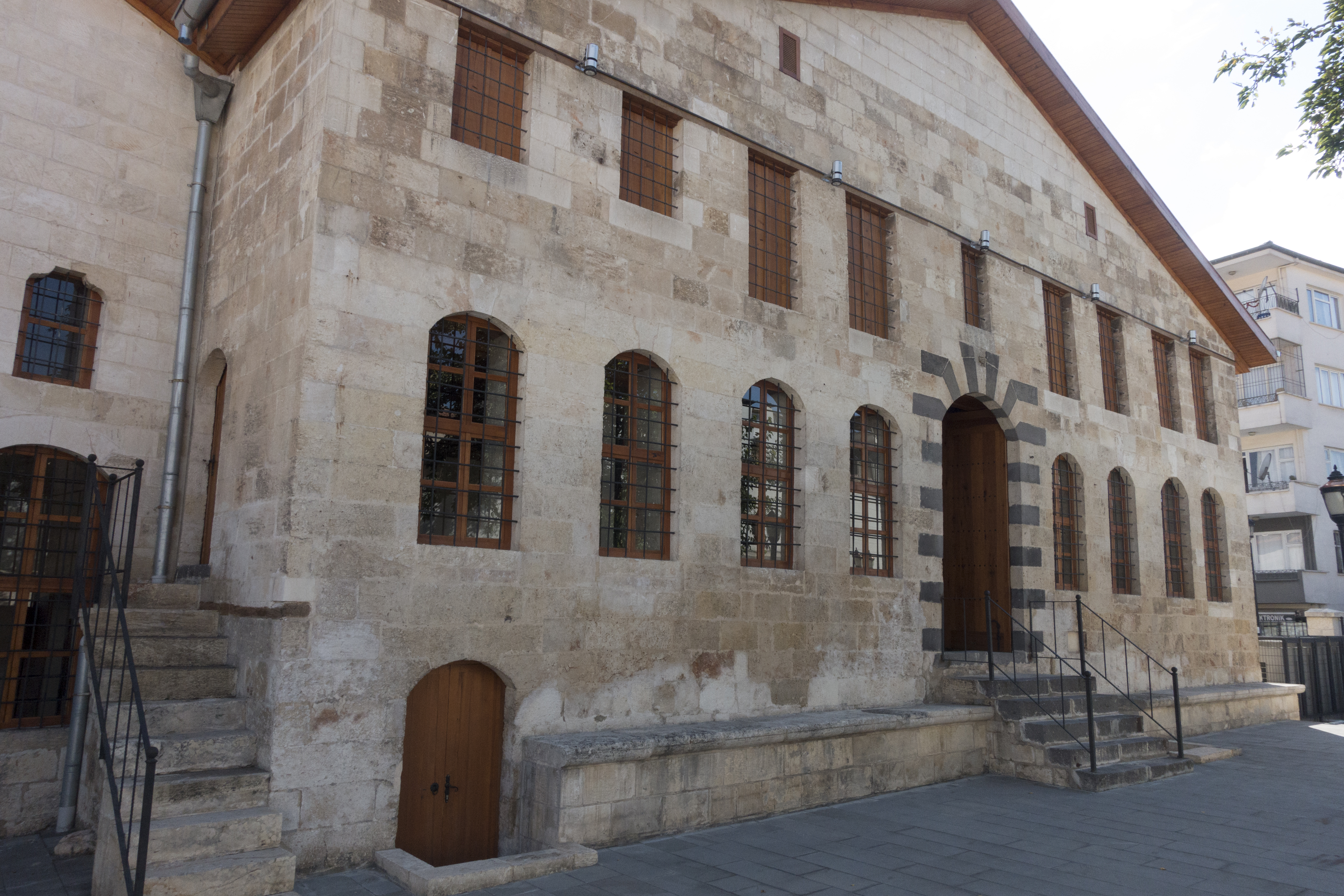
За чутками, синагозі в Газіантепі 800 років, хоча, можливо, її було збудовано у 19 столітті.

| Мови     | Спікери | %    |
| -------- | ------- | ---- |
| Турецька | 38 281  | 95,7 |
| Арабська | 873     | 2.2  |
| Курдська | 491     | 1.2  |
| Інше     | 359     | 0,9  |
| Всього   | 40 004  | 100  |

## Культура

### Кухня

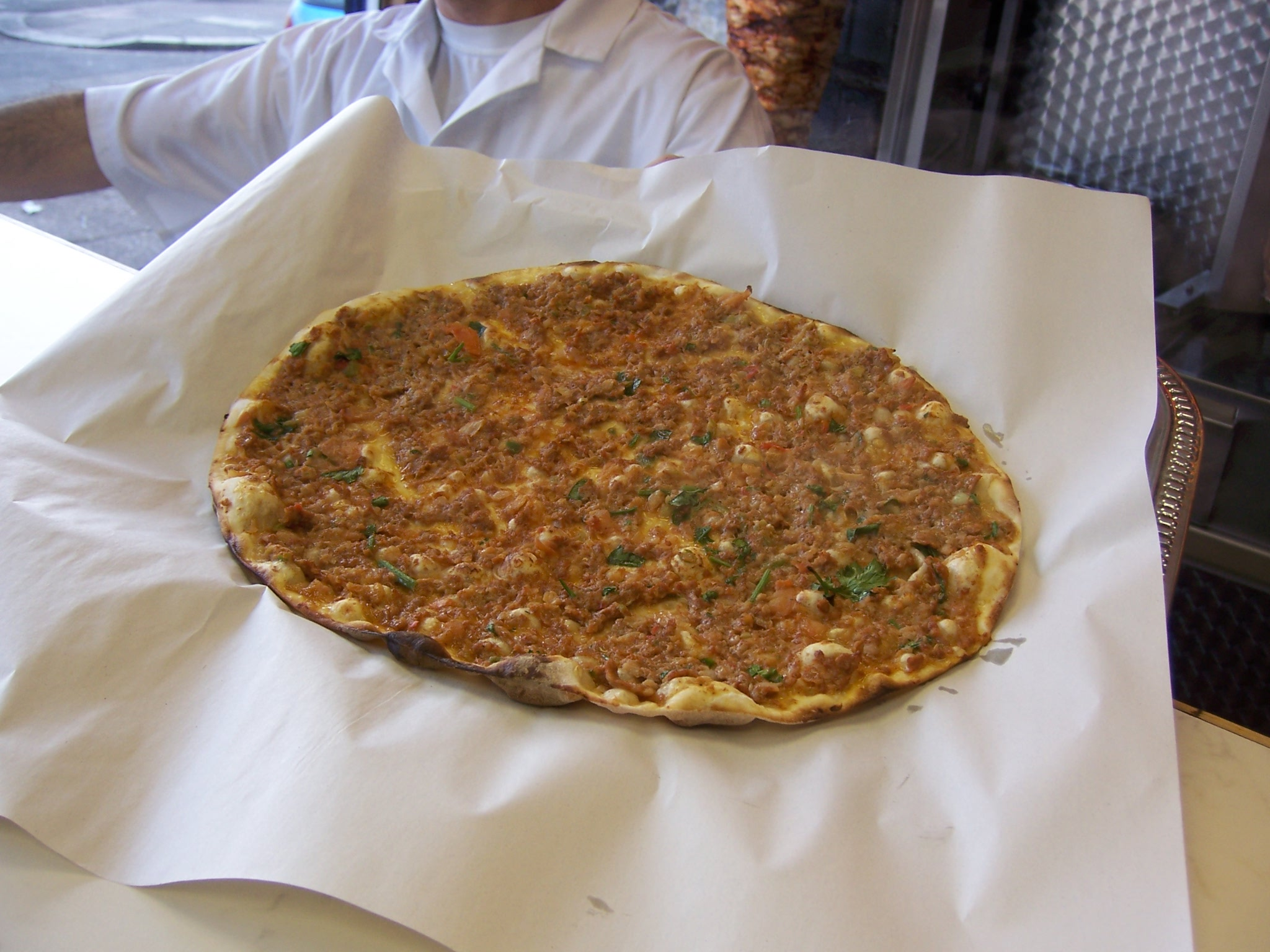
Лахмаджун

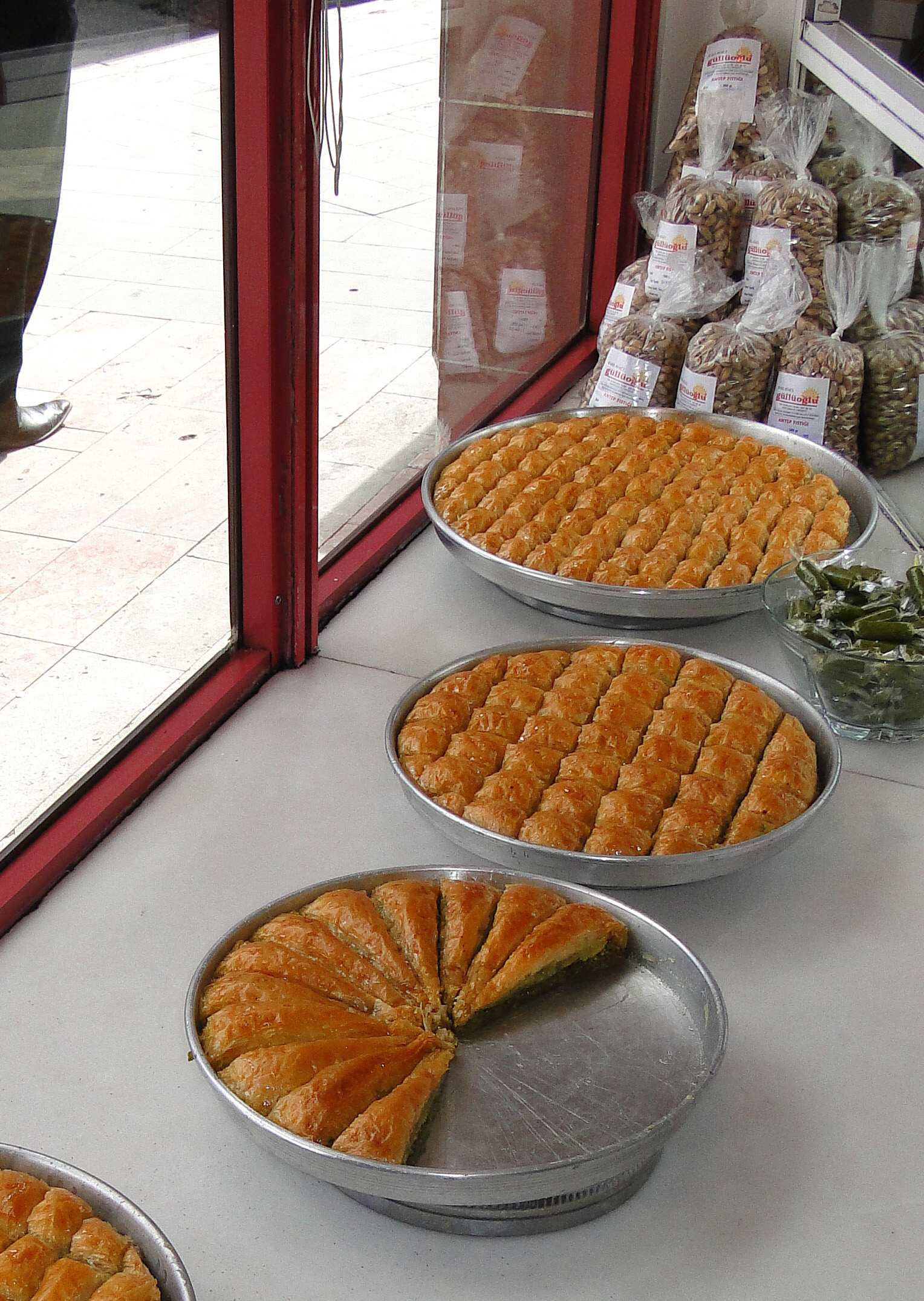
Пахлава

Газіантеп вважається містом з найбагатшою кухнею в Туреччині. Це перше місто в Туреччині, яке було визнано ЮНЕСКО «Містом гастрономії» у 2015 році У 2013 році пахлава з Газіантепа стала першим турецьким продуктом із європейським захищеним позначенням походження та географічним зазначенням.

Багато мандрівників протягом століть визнавали кухню Айнаба «багатою». Британський мандрівник XIX століття зазначав:
«Сам падишах мав би відвідати Айнтаб, щоб скуштувати багату їжу, яку там можна знайти».
Види кюфта (тур. köfte; Газіантепський діалект:küfte) включають içli küfte (досл. «кюфта з начинкою»), сині кюфту, йогуртну кюфту, yağlı küfte (досл. «жирна кофта»), тахіну кюфту, pendir ekmekli küfte (досл. «кюфта з хлібом та сир») та інші. Деякі кюфти не містять м'яса, наприклад япма і malhıtalı küfte (досл. «кюфта з сочевиці»).
Плов в айнтабській кухні часто доповнює основну страву, а не є самостійною стравою. Традиційно для приготування плову використовується булгур. Плов з булгуром може включати орзо (Şehriyeli bulgur pilavı ; Şʿāreli burgul pilov) або яловичий фарш (Kıymalı aş або Meyhane pilavı, досл. «шинкарський плов»).
В айнтабській кухні є кілька видів виключно вірменських супів. До них відносяться суп «вардапет» та оміз зопали.
Овочеві страви Айнтаба часто містять м'ясо, але можуть бути й вегетаріанськими. До них належать доргама (doğrama), мусака, безельє, бакла, куру фасулье, мутанья, тюрлю і кабаклама. Долма — дуже поширена страва, яку готують у різних варіантах. Одна з них — kış dolması (досл. «зимова долма»), для якої використовують сушені овочі, такі як кабачки, баклажани та перець.

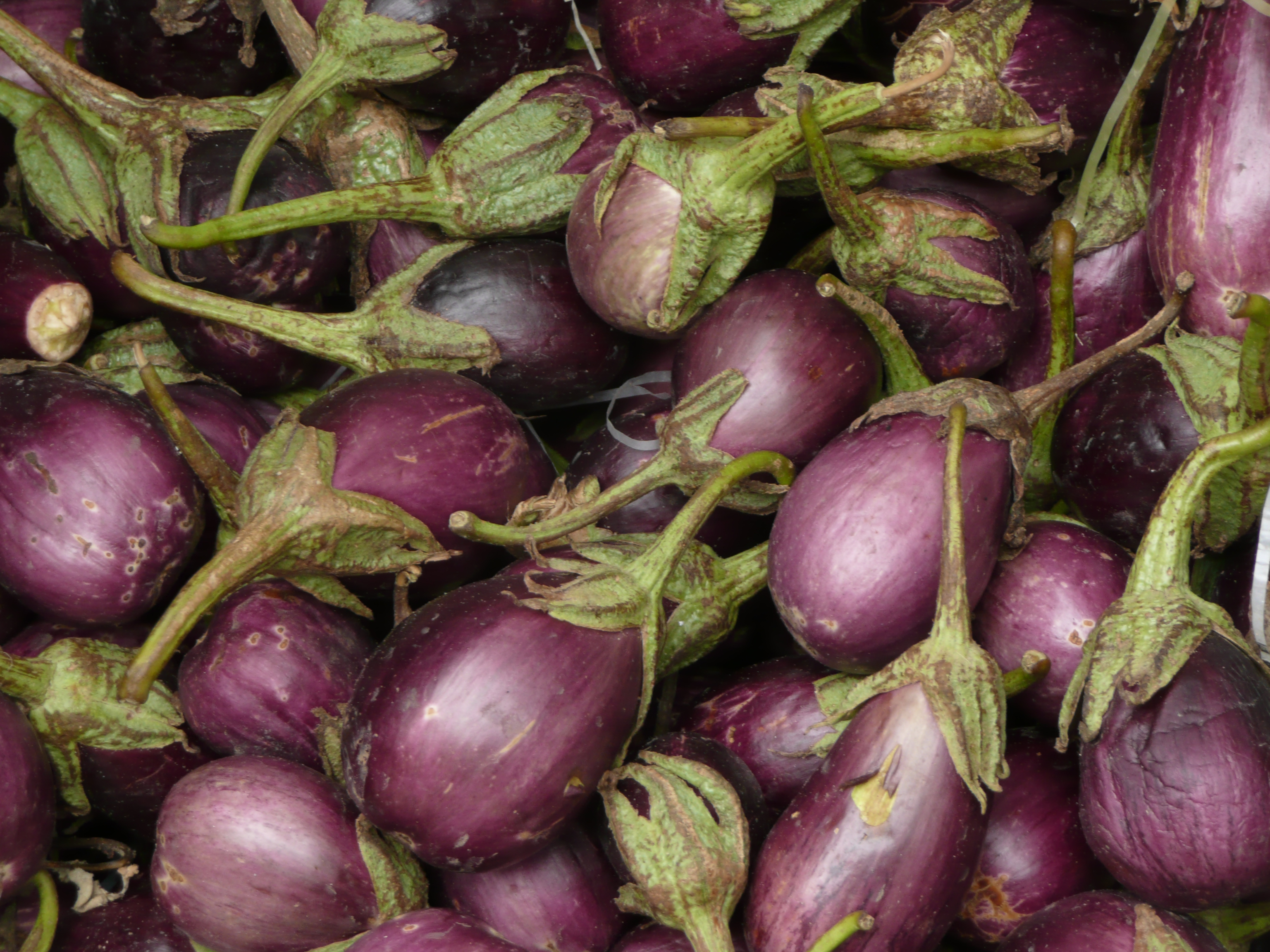
Долмалик балкан (Dolmalık patlıcan) — це варіант менших баклажанів, які спеціально використовуються для долми.

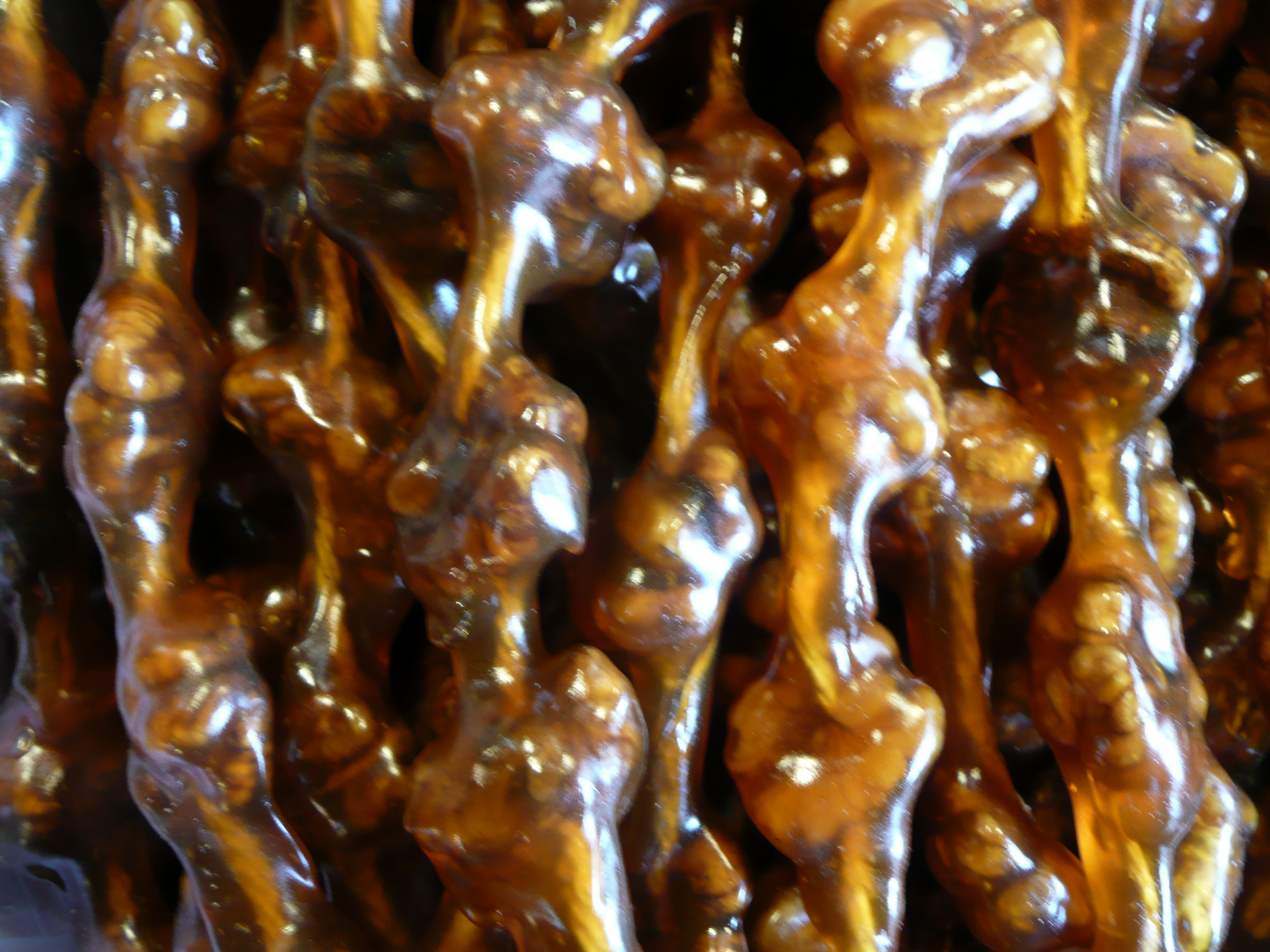
Сучук

Звичайні солодощі включають бастик і сучук.

### Місцевий турецький діалект
Місцевий турецький діалект Газіантепа класифікується як частина західнотурецьких діалектів на основі фонетичної та граматичної схожості. Діалект несе в собі впливи переважно з вірменської та арабської мов. Місцевий турецький діалект Газіантепа є невід'ємною частиною самобутності міста і зберігається через часто гумористичні п'єси театральних труп, таких як «Челед Ушаглар» (досл. неслухняні діти).

### Музеї

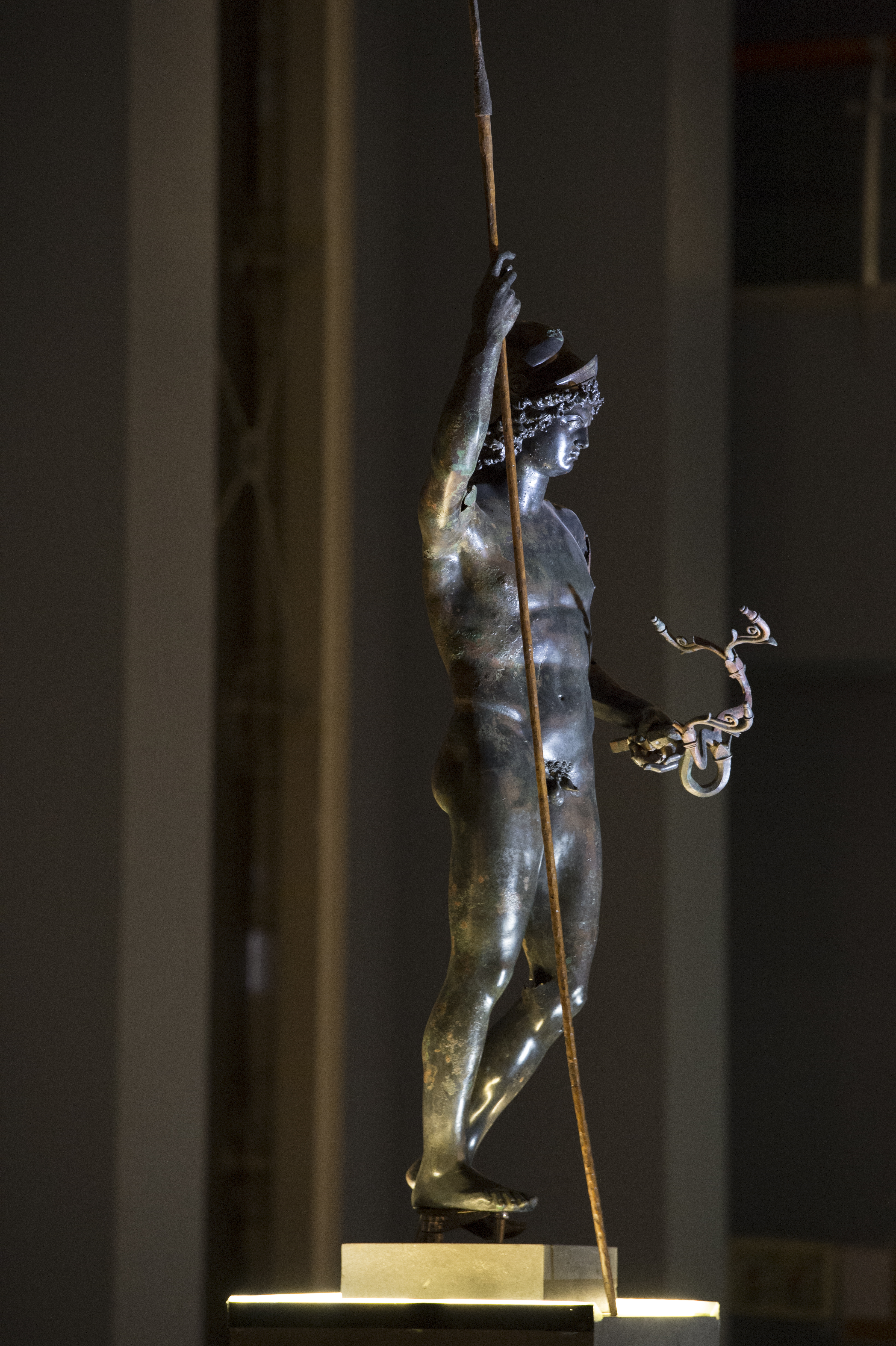
Музей археології Газіантепа

Музей археології Газіантепа має колекції керамічних виробів епохи неоліту; різноманітні предмети, фігурки та печатки епохи енеоліту та бронзи; кам'яні та бронзові предмети, ювелірні вироби, кераміку, монети, скляні вироби, мозаїки та статуї хетського, урартського, греко-персидського, римського, коммагенського та візантійського періодів.

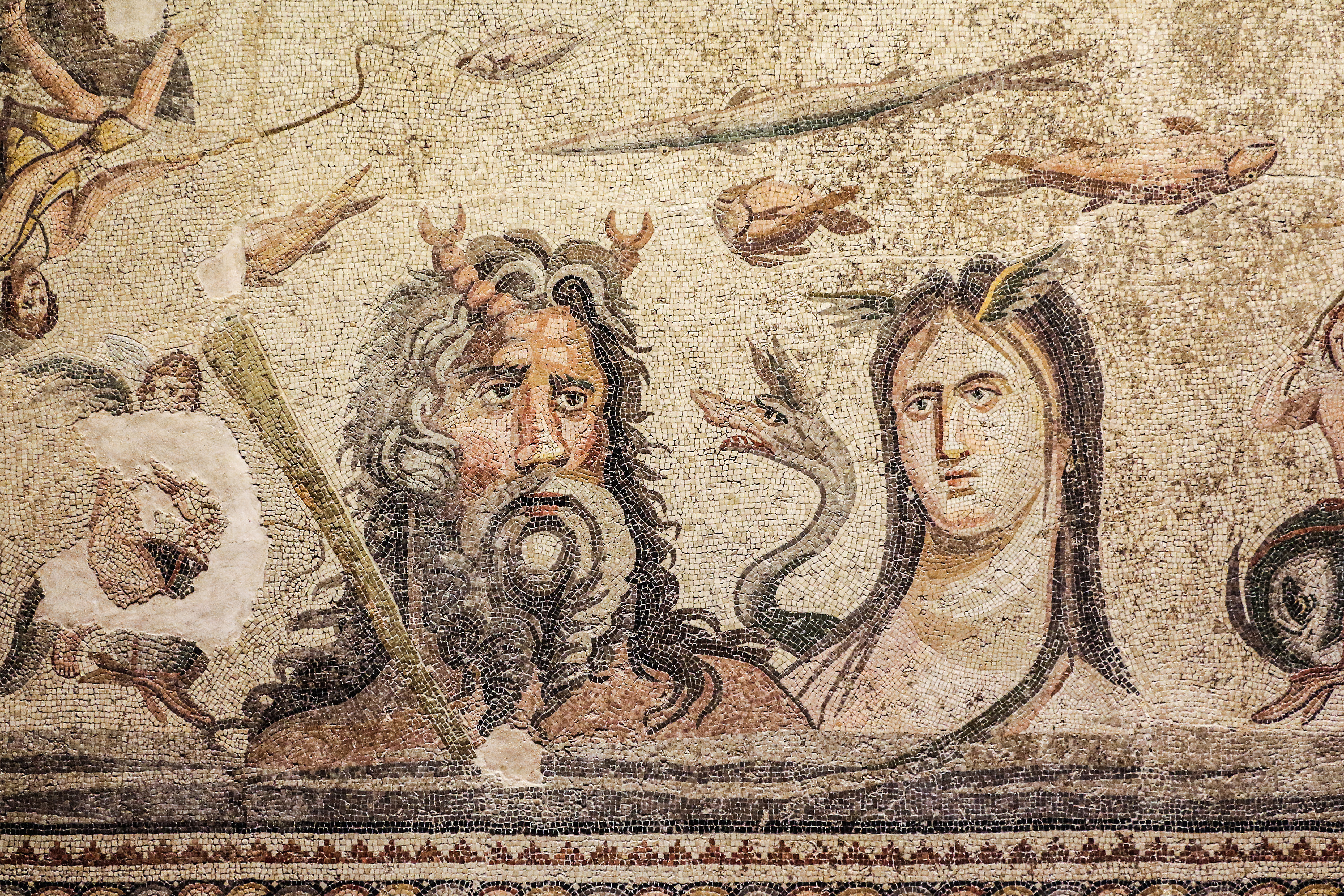
Мозаїка «Океан і Тефія» в Музеї мозаїки Зеугми

У Музеї мозаїки Зеугми зберігаються мозаїки з Зеугми та інші мозаїки, загальною площею 1700 квадратних метрів (18 000 квадратних футів). Він відкрився для відвідувачів 9 вересня 2011 року.
Етнографічний музей Хасана Сюзера, відреставрована кам'яна будівля пізньоосманської епохи, має старовинне оздоблення побуту та колекції різноманітної зброї, документів, інструментів, що використовувалися для оборони міста, а також фотографії місцевих героїв опору. Будівля була збудована у 1906 році як будинок Гаруджа Караманукяна.
Деякі з інших історичних пам'яток — це руїни Зеугма (також звані Белкіс турецькою) та Каргамиш біля міста Нізіп, а трохи північніше — Румкале.
Кар'єр та скульптурна майстерня Єсемек — це музей просто неба, розташований в однойменному селі, за 30 км, на південь від міста Іслахіє. Це найбільша майстерня скульптури просто неба на Близькому Сході, а руїни в цьому районі датуються часами хеттів.

Музей оборони Газіантепа: перед тим, як увійти до Музею-панорами, розташованого в замку Газіантеп, біля входу ви побачите статуї трьох місцевих героїв: Молли Мехмета Карайилана, Шехіта Мехмета Каміля та Шахіна Бея. Увійшовши до музею, ви чуєте відлуння: «Я з Антепа. Я яструб (Шахін)». Військовий музей Газіантепа, розташований в історичному будинку в Антепі (також відомому як будинок Накипоглу), присвячений пам'яті 6317 осіб, які загинули, захищаючи місто, ставши символами національної єдності та рішучості Туреччини у збереженні незалежністі. Історія битви при Антепі розповідається за допомогою аудіопристроїв і хронологічних панелей.

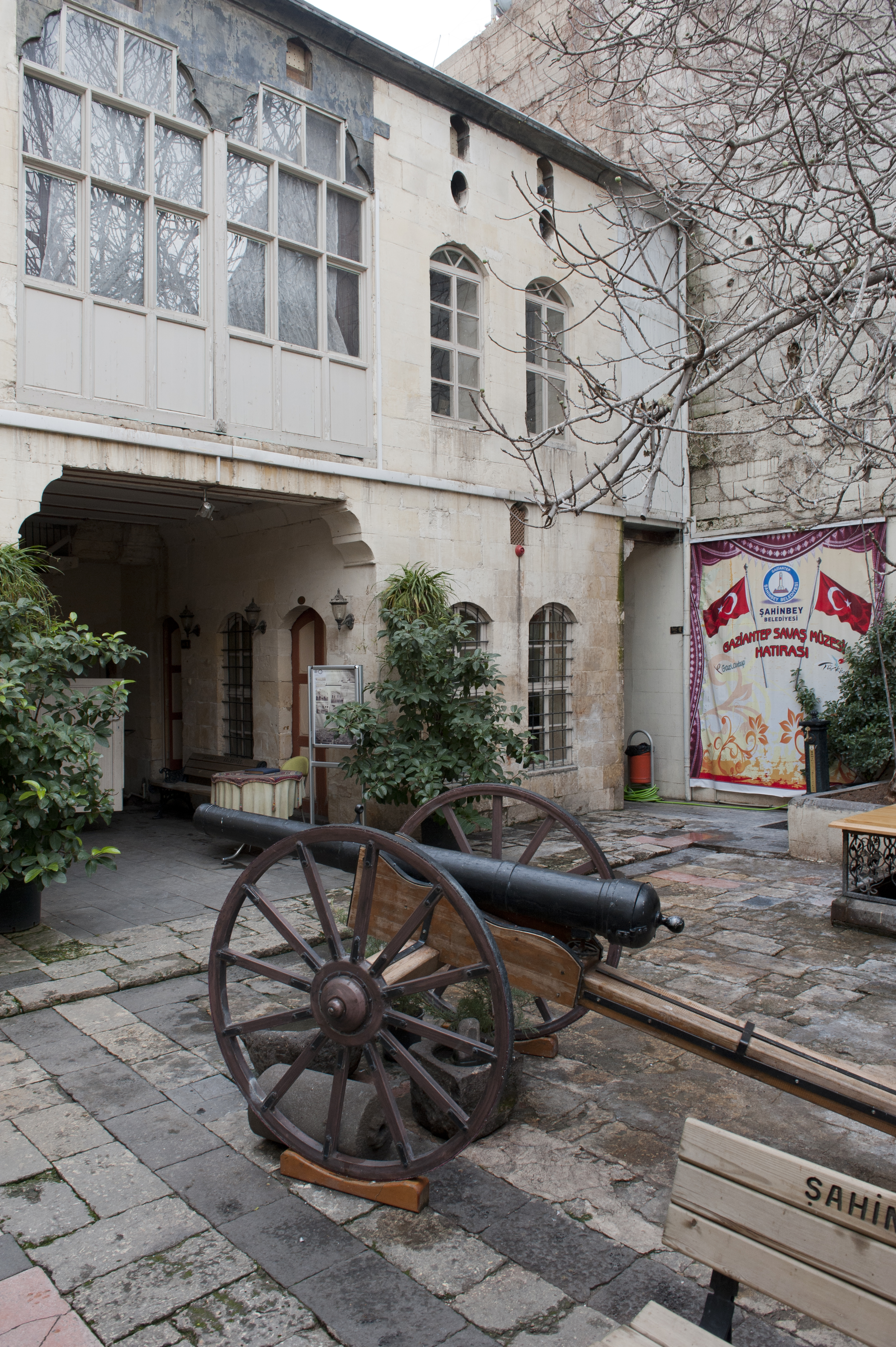
Внутрішній двір військового музею Газіантепа
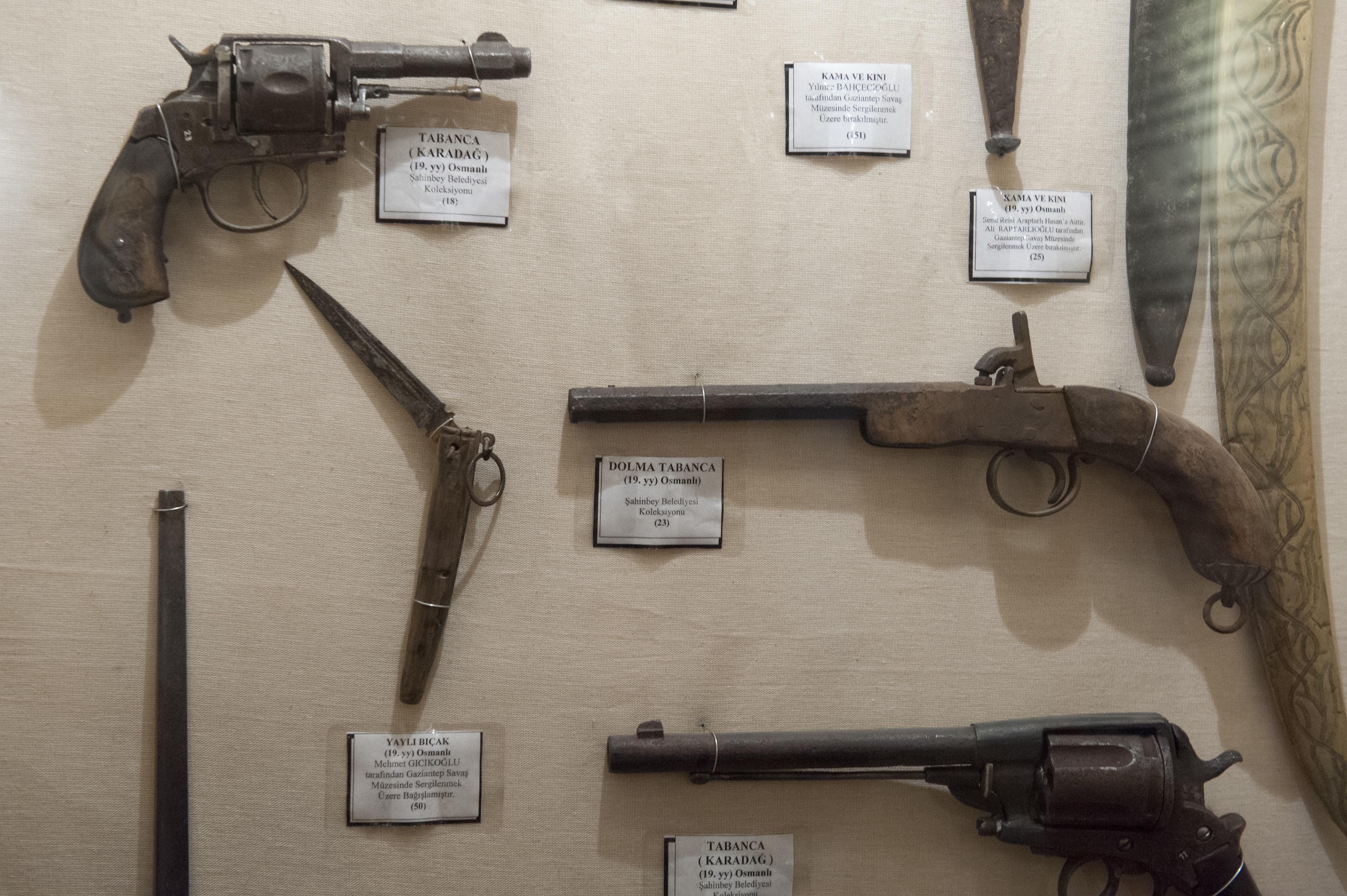
Експозиція зброї у військовому музеї Газіантепа
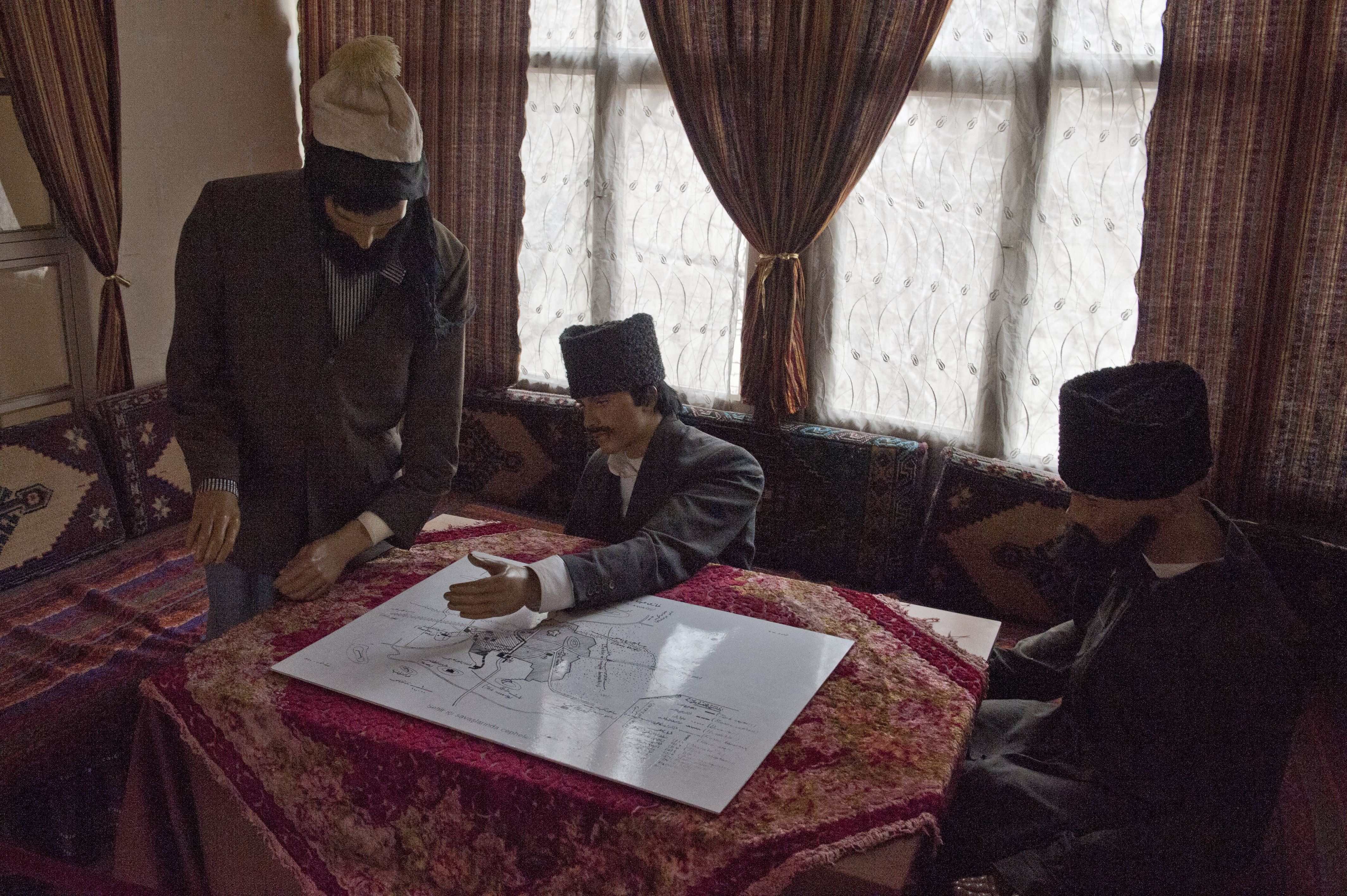
Стратегія військового музею Газіантепа
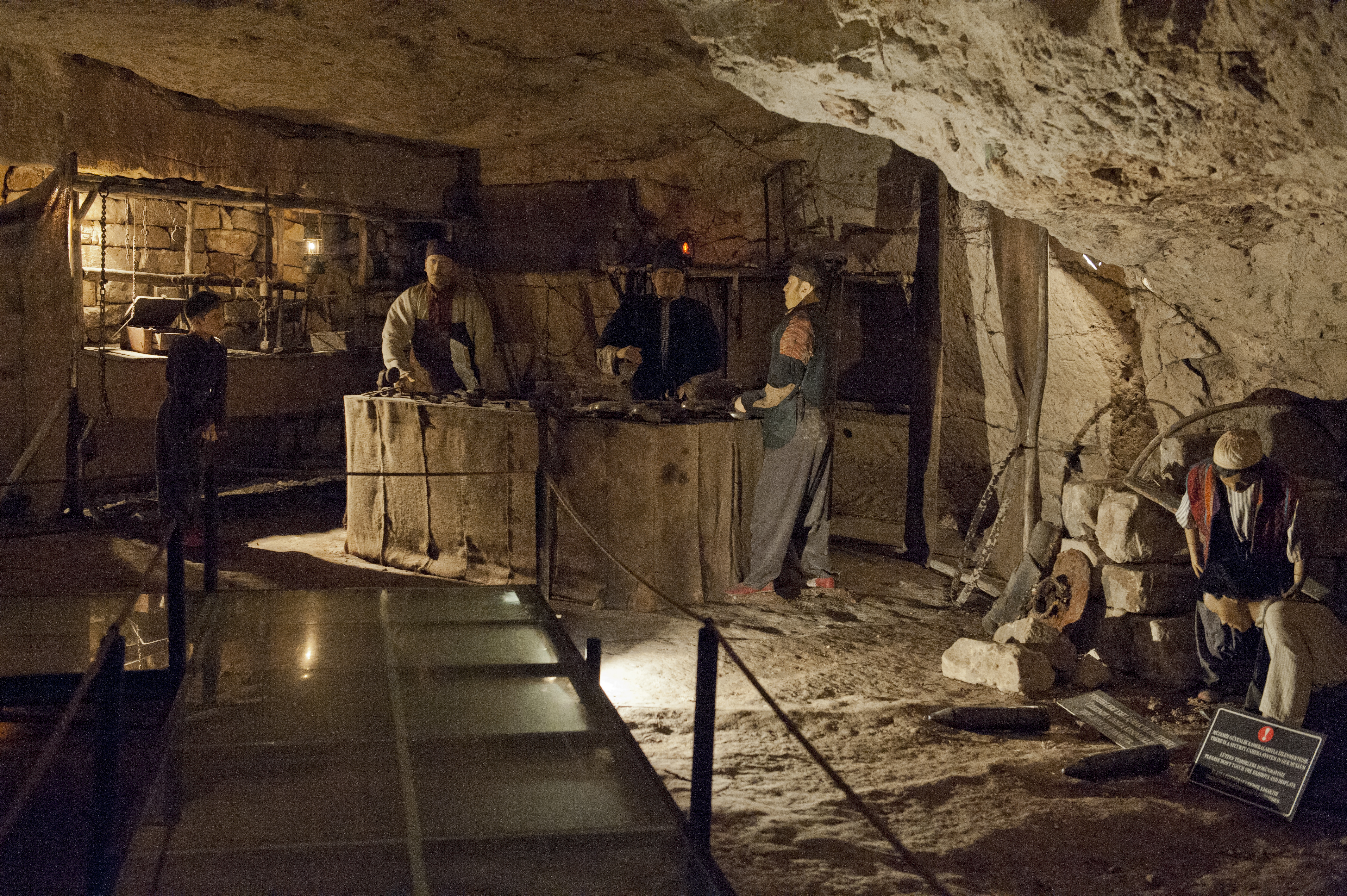
Кузня військового музею Газіантепа
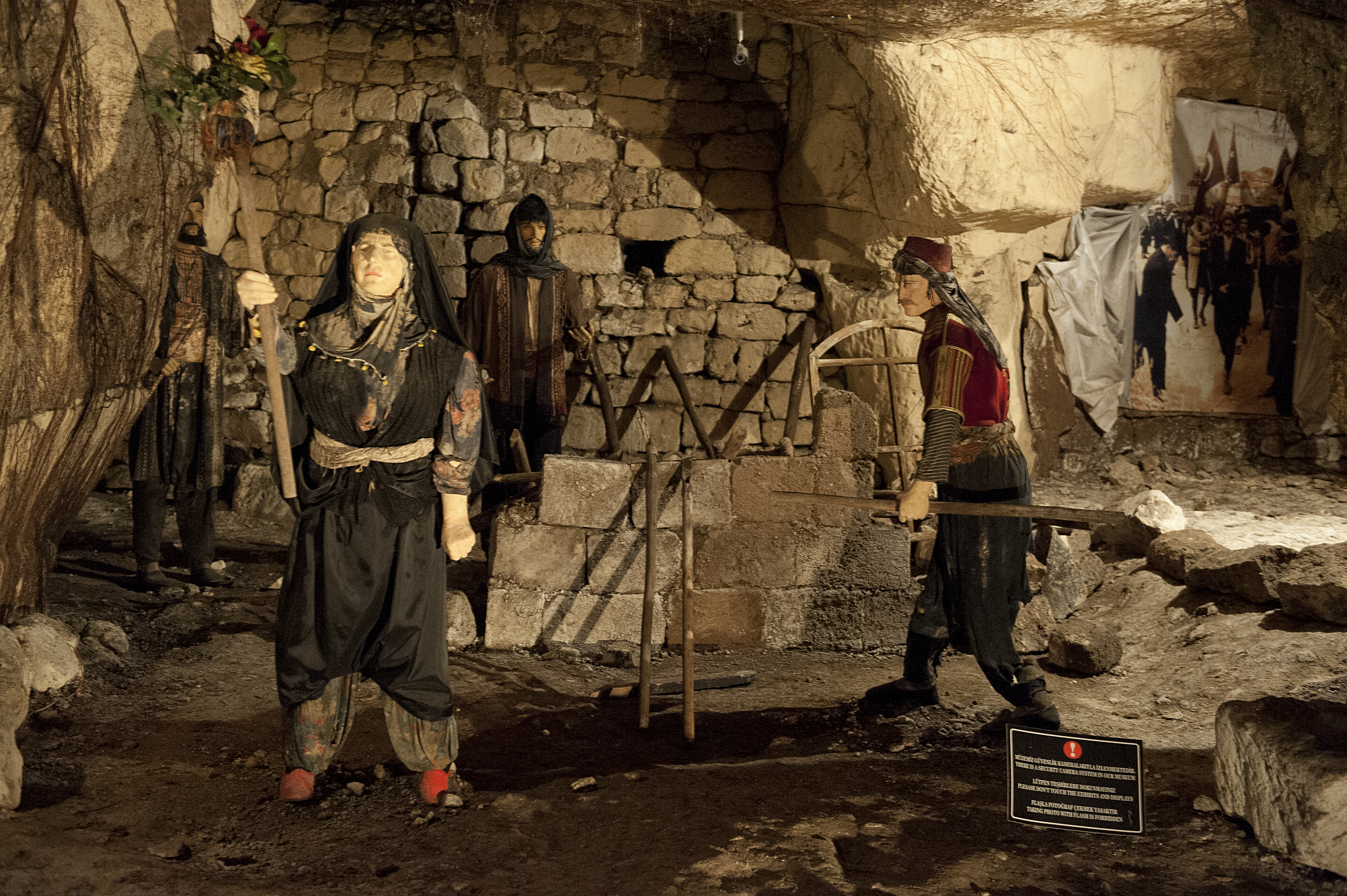
Газіантепський військовий музей, гірнича справа
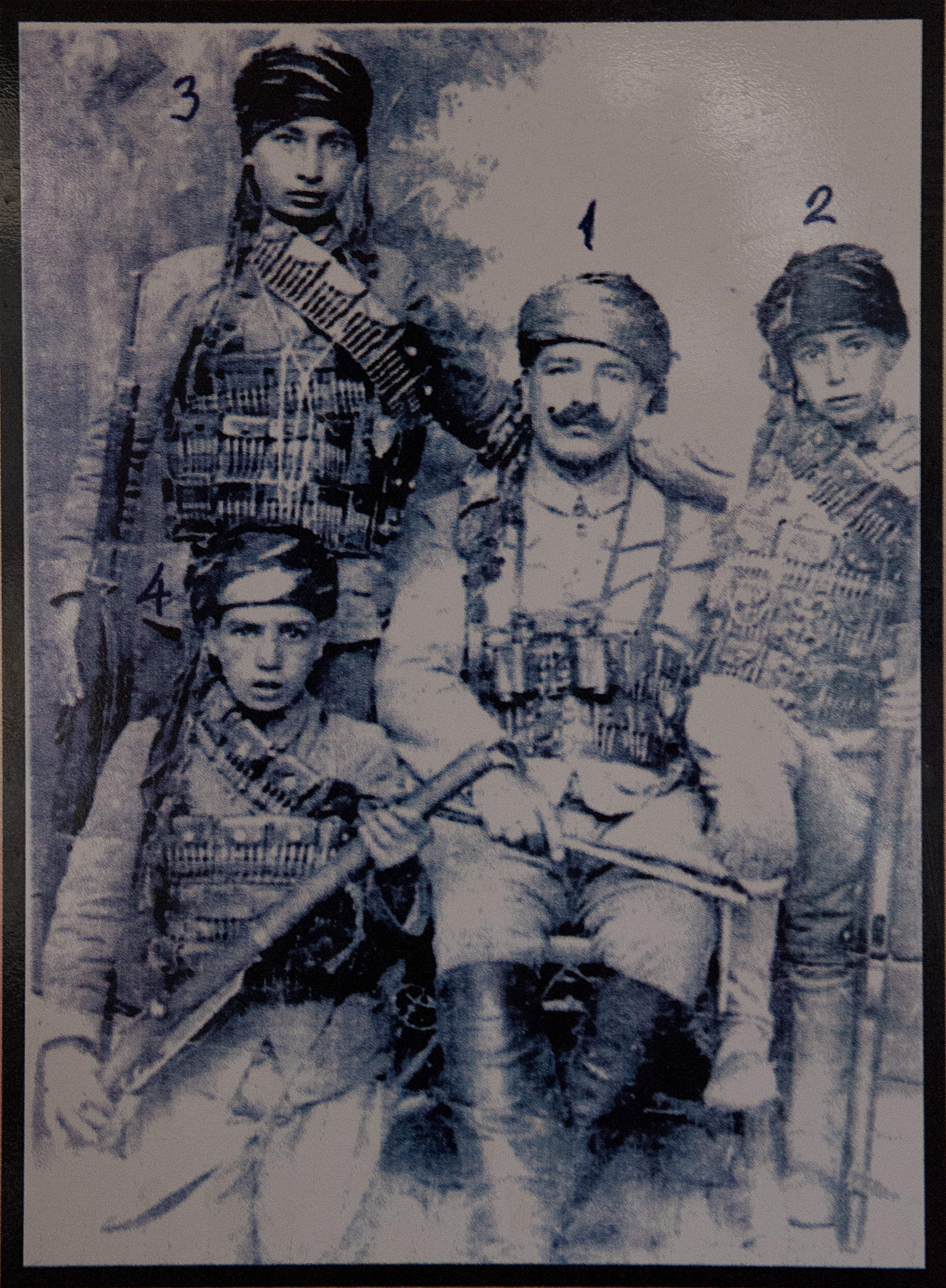
Військовий музей Газіантепа Діти на війні

Музей фонду Газіантеп Мевлеві. Ложа Антеп Мевлеві заснований у 1638 році як монастир Мевлеві. Будинок дервішів є частиною кулліє мечеті (ісламсько-османського соціального комплексу, зосередженого навколо мечеті). Вхід до нього здійснюється через внутрішній дворик, який виходить на подвір'я мечеті. У 2007 році будівля була відкрита як Музей культури та фондових робіт Газіантепа Мевлеві.

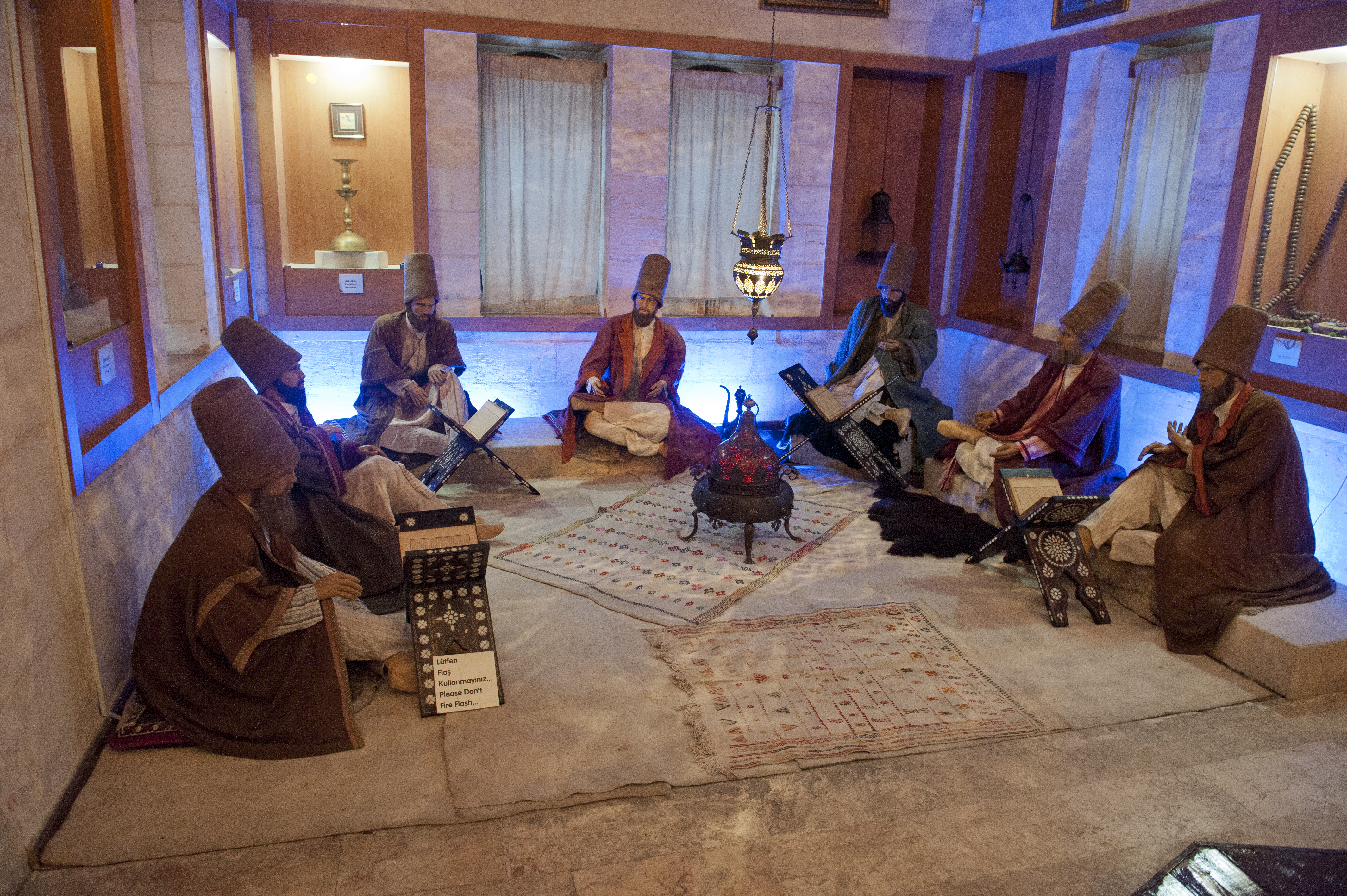
Студійна група музею Газіантеп Мевлеві
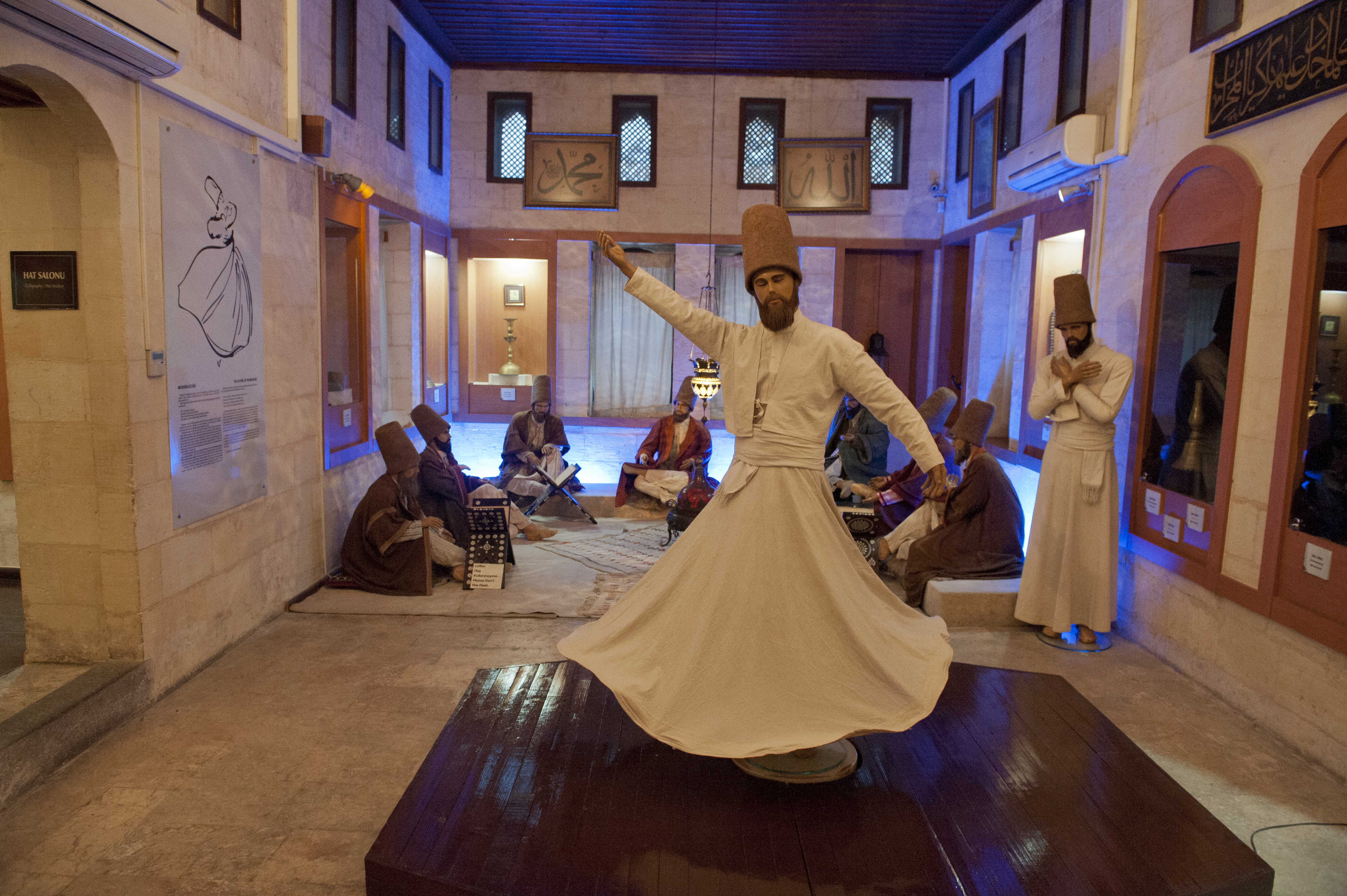
Вир музею Газіантеп Мевлеві
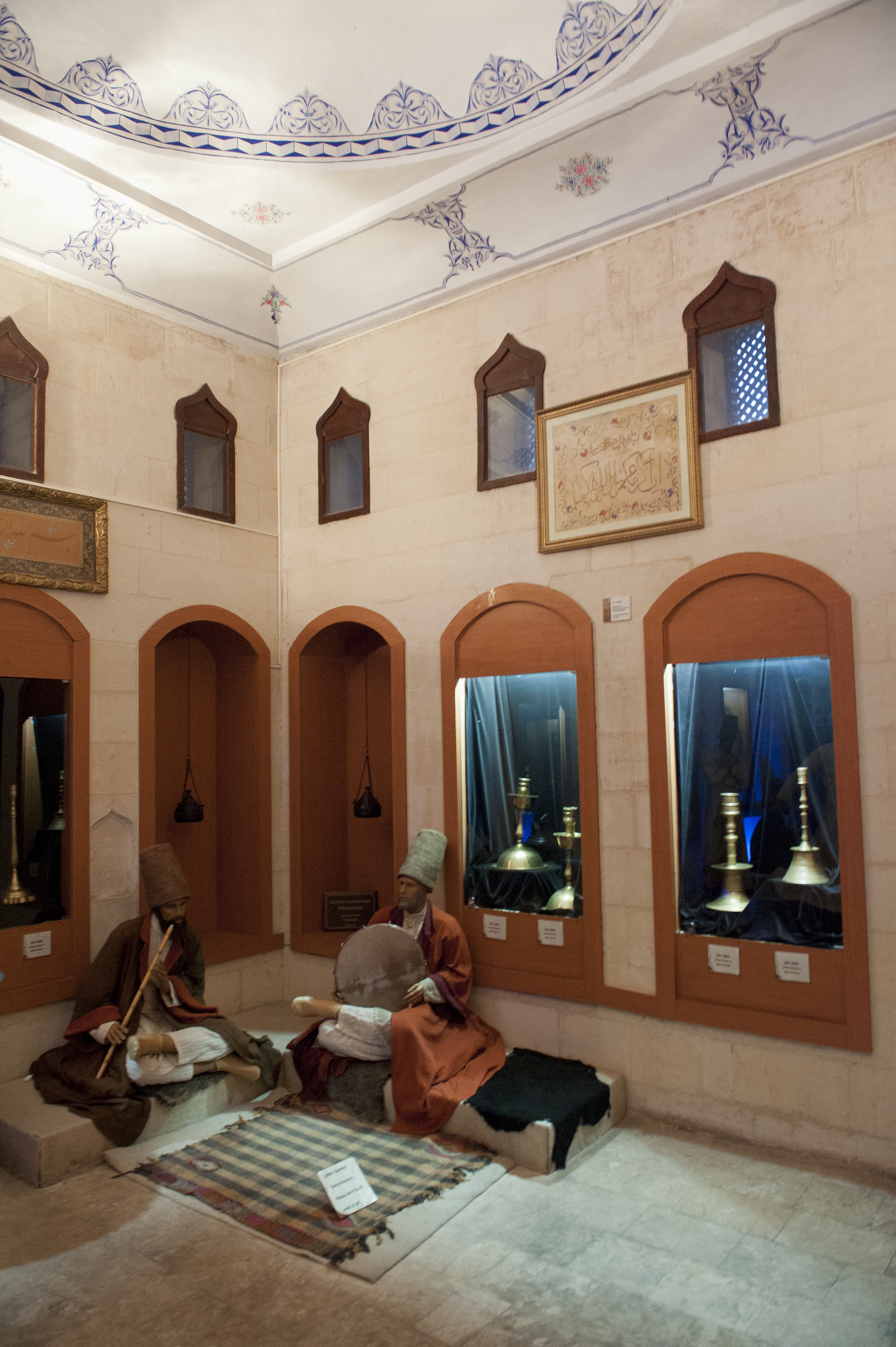
Музиканти музею Газіантеп Мевлеві
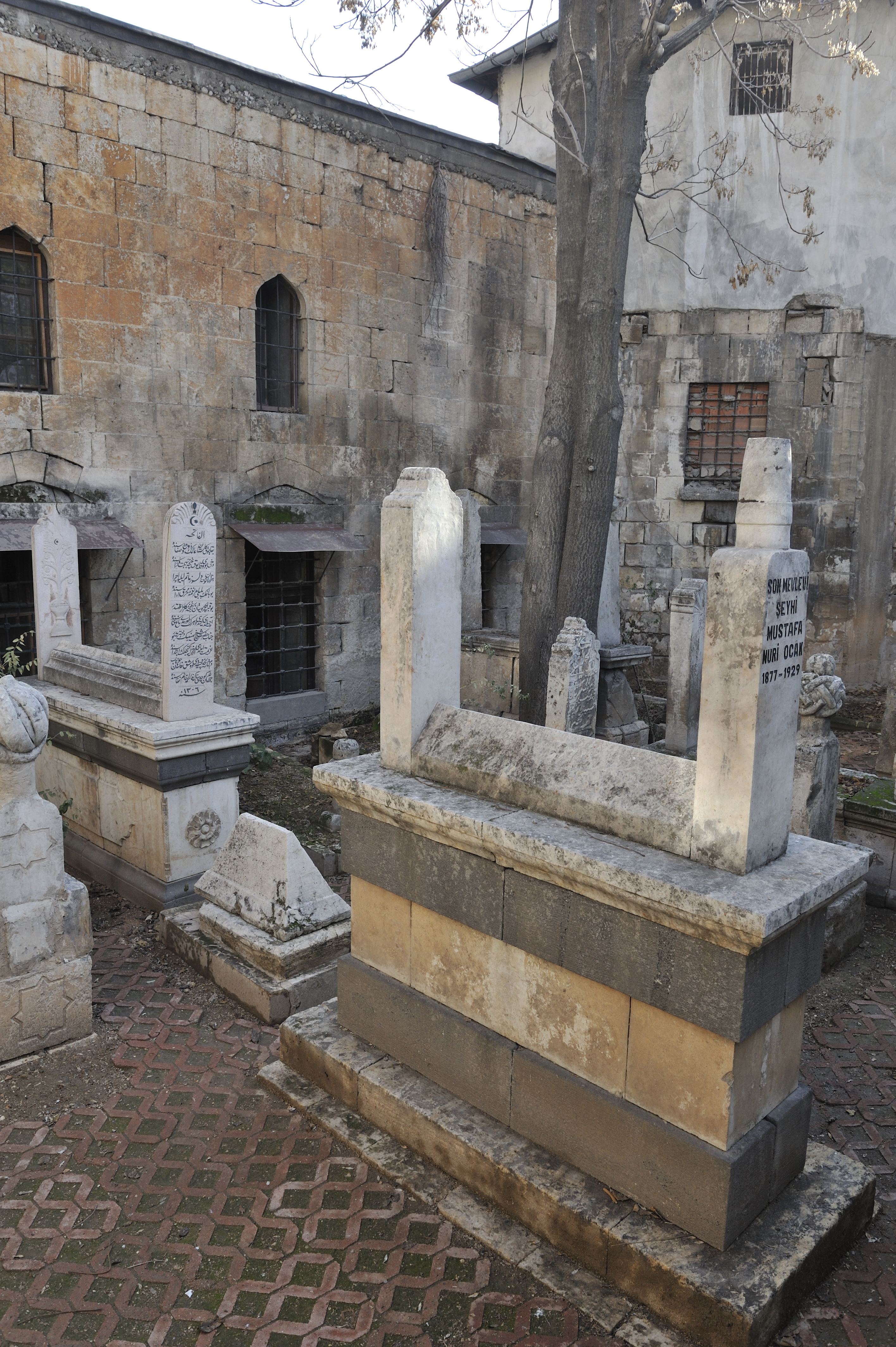
Могили музею Газіантеп Мевлеві

Музей кухні Еміне Гьогюш у Газіантепі відомий своєю кухнею та культурою харчування. Історичний кам'яний будинок, збудований у 1904 році, був відреставрований та перетворений на Музей кухні Еміне Гьогюш. Музей відкрився в рамках святкування 87-ї річниці визволення Газіантепа від французької окупації.

### Історичні місця

#### Місця богослужіння

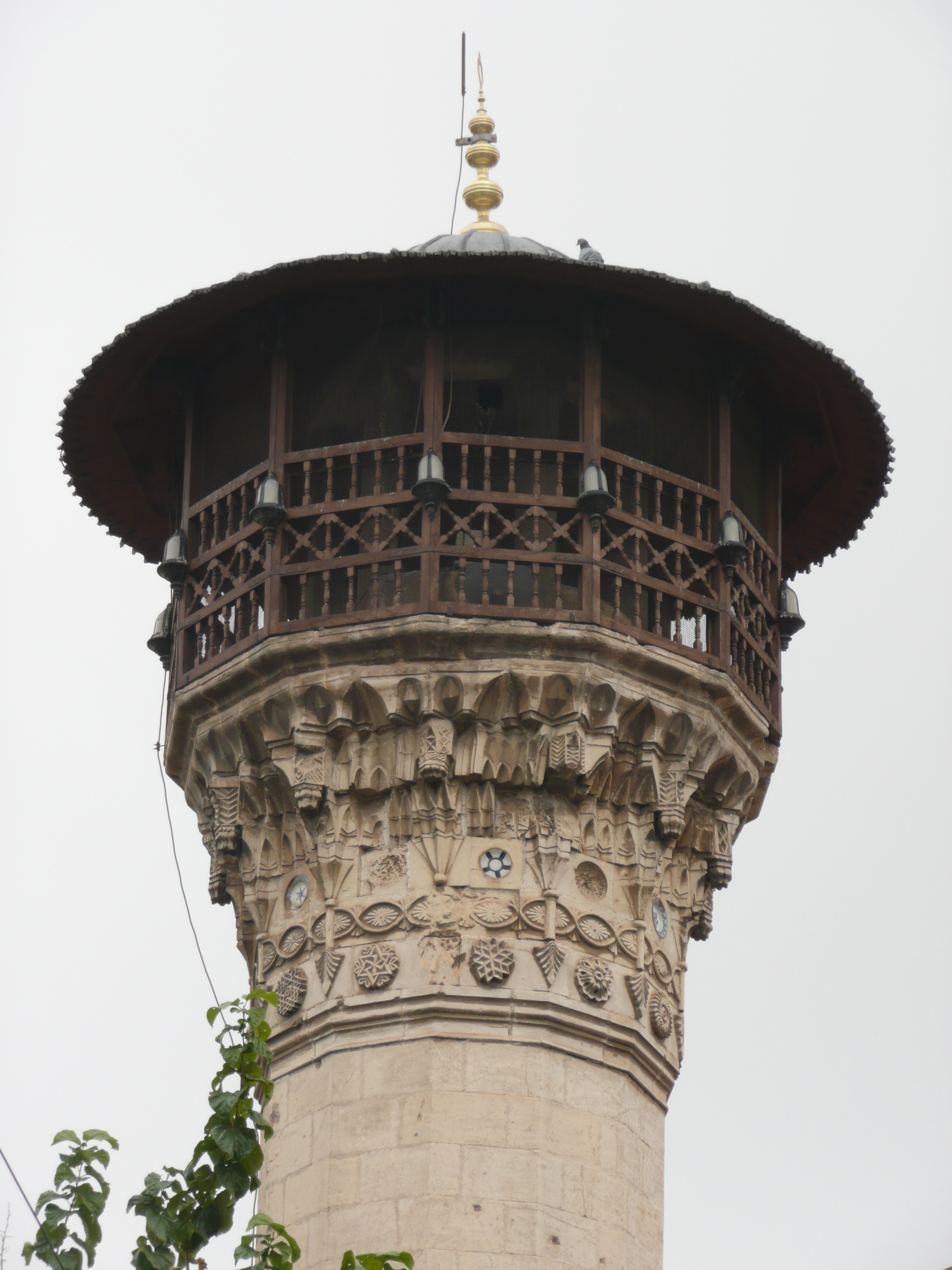
Мінарет Мечеть Боячі

Мечеть Визволення, колишній вірменський собор Святої Богородиці (Сурп Асдвадзадзін), була перетворена на мечеть після звільнення міста від окупаційних французьких військ після франко-турецької війни (1918—1921). Французькі війська, які окупували місто між 1918 і 1921 роками, включали Французький вірменський легіон.
Мечеть Боячі, історична мечеть у районі Шахінбей, була побудована Каді Кемалеттіном у 1211 році та завершена у 1357 році. Тут знаходиться один з найстаріших у світі дерев'яних мінбарів, майстерно прикрашений віршами з Корану, зірками та геометричними візерунками. Її мінарет вважається одним із символів міста.
Мечеть Ширвані (Şirvani Mehmet Efendi Mosque), також відома як Ікі Шерефелі Джамі (İki Şerefeli Cami), є однією з найстаріших мечетей Газіантепа,розташованою в районі Сеферпаша. Вона була побудована Ширвані Мехмет Ефенді.

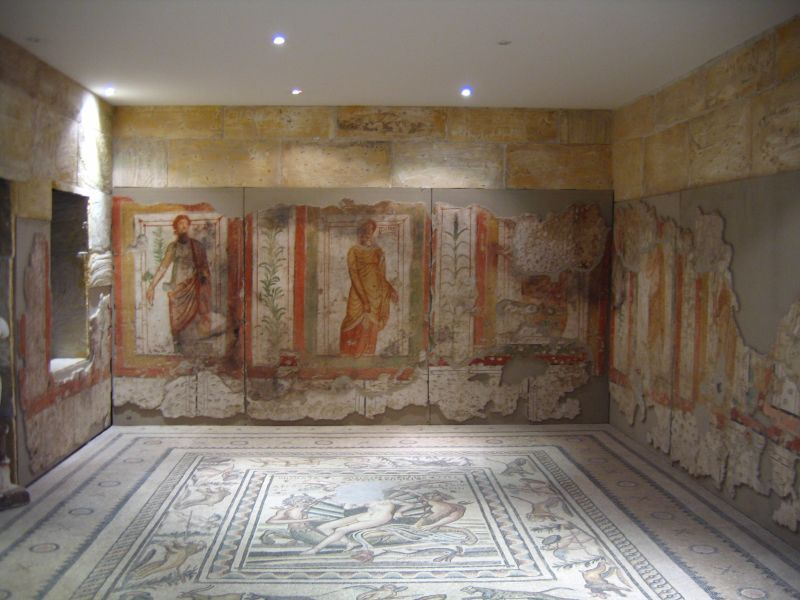
Настінні розписи та мозаїка на підлозі в Зеугмі

Мечеть Омеріє, мечеть у районі Дюгмечі. За переказами, вона була побудована в період ісламського халіфату за часів другого халіфа Омара (звідси і її назва), що робить її найстарішою відомою мечеттю в Газіантепі. Сучасна мечеть була відреставрована на цьому місці в 1850 році. Вона відома своїм міхрабом з чорного та червоного мармуру.
Мечеть Шейха Фетхуллаха — історична мечеть, побудована в 1563 році та розташована в Кепенеку. До неї примикають турецькі лазні та медресе.
Мечеть Нурі Мехмета Паші — мечеть у місті Чукур, побудована в 1786 році дворянином Нурі Мехметом Пашею. У період з 1958 по 1968 рік вона була перетворена на музей, але після капітальної реставрації знову стала мечеттю.
Мечеть Ахмета Челебі, мечеть в Улучанларі, побудована Хаджі Османом у 1672 році. Вона відома своїм вишуканим дерев'яним інтер'єром.
Мечеть Тахтані — дерев'яна мечеть, розташована в Шахінбеї, побудована в 1557 році. Мечеть має унікальний міхраб з червоного мармуру.
Мечеть Алауддевле (Ali Dola Mosque), побудована Дулкадір-беєм Алауддевле Бозкуртом. Його будівництво розпочалося в 1479 році та було завершено в 1515 році. Нещодавно вона була відреставрована, до неї було додано новий вхід.
Мечеть Алі Накар, розташована в Япраку, Шехіткамілі, є однією з найбільших мечетей в Газіантепі. Вона була побудована Алі Накаром і розширена в 1816 році.
Мечеть Ейюпоглу, мечеть, побудована місцевим ісламським святим Ейюбоглу Ахметом у 14 столітті. Була проведена капітальна реставрація, настільки, що сучасна споруда майже не нагадує оригінальну будівлю.
Церква Кендірлі, побудована в 1860 році за допомогою французьких місіонерів та Наполеона III. Це католицька вірменська церква. Вона має прямокутну форму і побудована з білого тесаного каменю на фундаменті з чорного тесаного каменю в великому саду.

#### Базари
Zincirli Bedesten — критий базар Газіантепа часів Османської імперії, побудований у 1781 році Хусейном Пашею з Даренде. Із записів відомо, що раніше на південній брамі був епіграф, написаний Кусурі, однак, сьогодні цей напис відсутній. Цей базар використовувався як оптовий ринок для м'яса, фруктів та овочів.
Bakırcılar çarşısi — базар мідників у Газіантепі. Цей промисел існує в регіоні вже понад 500 років. Базар є частиною офіційного культурного маршруту, розробленого, щоб допомогти відвідувачам відкрити для себе традиції та культуру міста.

#### Готелі
Готель «Анатолія». Точна дата будівництва готелю (караван-сараю) невідома, але, імовірно, його було побудовано на початку XIX століття. Це двоповерхова будівля з двома внутрішніми двориками. Вважається, що його побудував Мухсінзаде Хаджі Мехмет-беєм у 1892 році. У 1985 році готель відремонтували, і частину верхнього поверху було перебудовано.
Готель Kürkçü. Класичний османський готель у Бояджі, побудований 1890 року.
Готель «Стара пшениця». Оригінальна будівля була збудована Мустафою Агою в 1640 році, щоб забезпечити дохід для дервішів, але була повністю знищена пожежею. Точна дата спорудження нинішньої будівлі невідома, проте за архітектурним стилем можна припустити, що вона належить до XIX століття.
Готель «Шир» (тур. Şire). Будівля готелю побудована за прямокутним планом і містить безліч мотивів класичної османської трактирної архітектури. Вона побудована з рівно обтесаних каменів, а скатний дах покритий черепицею.
Готель «Tobacco». Цей готель не має жодних дат побудови або реконструкції, але, згідно з історичними даними, ймовірна дата побудови — кінець XVII століття. Володіння перейшло до Хюсейна Ага, сина Нур Алі Ага, на початку XIX століття.
Готель «Юзюкчу» (тур. Yüzükçü). Дата будівництва цього готелю невідома. Напис на головній брамі заїжджого двору датований 1800 роком, але будівля, вочевидь, була збудована раніше і була відремонтована саме в цей час. Першими власницями заїжджого двору були Асіє, дочка Баттал-бея, та Еміне Хатун, дочка Хаджі Османа-бея.

#### Інше

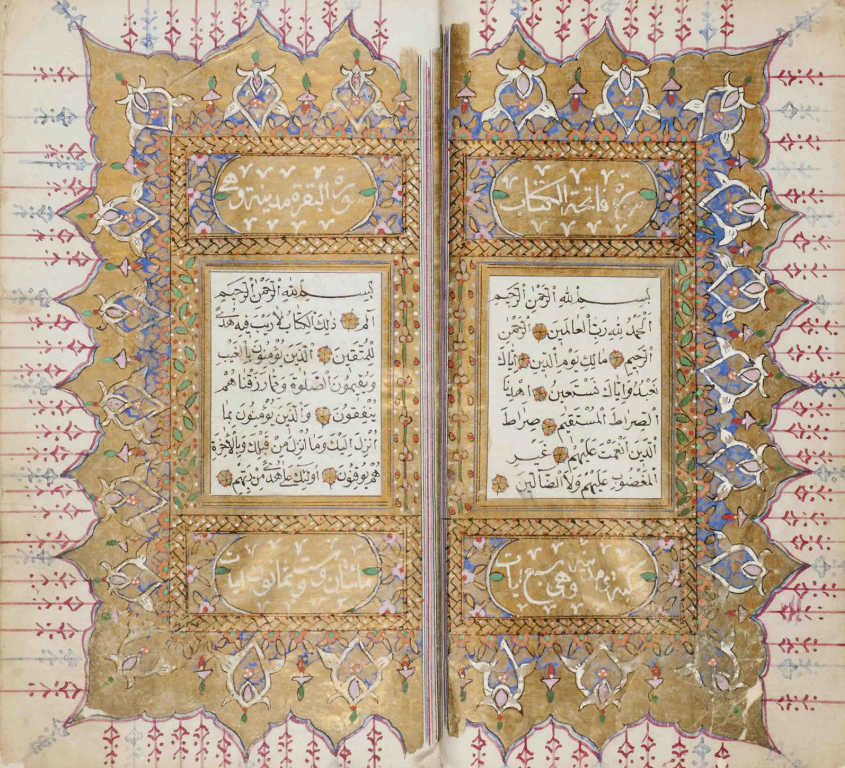
Коран зібраний в Айнтабі. Підписано Алі бін Мустафою, відомим як Бакан Аль-Яджізаде, який був учнем Мухаммеда Ефенді Даллакзаде, датоване 23 березня 1857 року.

Зеугма — античне місто, яке було засноване на наймілководнішій прохідній частині річки Євфрат, в межах сучасного села Белкіс у провінції Газіантеп. Завдяки стратегічному характеру регіону у військовому та торговому відношенні з давніх-давен (Зеугма була штаб-квартирою важливого римського легіону, IV Скіфського легіону, поблизу кордону з Парфією), місто зберігало своє значення протягом століть, у тому числі й у візантійський період.
Замок Газіантеп, також відомий як Гала (досл. «замок»), розташований у центрі міста, відображає історичне минуле та архітектурний стиль міста. Хоча історія замку повністю не відома, в результаті розкопок, проведених там, вважається, що під ділянкою, що знаходиться на поверхні ґрунту, існують шари поселень бронзового віку.
Вважається, що Піширичі Кастель (Pişirici Kastel), «кастель» (фонтан), який колись був частиною більшої групи будівель, був побудований у 1282 році. «Кастелі» — це фонтани, побудовані під землею, і вони є характерними для Газіантепа спорудами. Це місця для омовіння, молитви, прання та відпочинку.
Старі будинки Газіантепа, традиційні будинки, розташовані в старому місті: Ейюбоглу, Тюрктепе, Тепебаші, Бостанчі, Козлука, Шехрекюстю і Кале. Вони побудовані з місцевого каменю кеймік і мають внутрішній двір, званий хаят, який є центральним елементом будинку.
Кав'ярня «Тахміс» — кав'ярня, побудована Мустафою Агою бін Юсуфом, туркменським агою та флагманом, у 1635—1638 роках, щоб забезпечити дохід для дервішського будинку. Будівля пережила дві великі пожежі у 1901 і 1903 роках.

## Транспорт
Місто обслуговується аеропортом Огузелі, який здійснює комерційні рейси за внутрішніми та регіональними міжнародними напрямками. Місто обслуговується Турецькою державною залізницею, яка експлуатує залізничну станцію Газіантеп у центрі міста.
У Газіантепі є трилінійна система легкорейкового транспорту під назвою «Газіантепський трамвай». Газіантепський трамвай складається з трьох ліній, має довжину 35 км і щодня перевозить 75 000 пасажирів. Система була відкрита у 2011 році й була розширена у 2012 і 2014 роках.
Газірай — приміська залізнична лінія, що обслуговує Газіантеп, Туреччина. Маючи довжину 25 км, лінія є четвертою за величиною приміською залізничною системою в країн. Система також є частиною масштабної модернізації залізничного коридору Мерсін-Адана-Османіє-Газіантеп. Загалом на лінії Газірай довжиною 25,532 км є 16 станцій, дві з яких підземні, і всі вони пристосовані для людей з обмеженими фізичними можливостями.

## Освіта
Анатолійська середня школа Газіантепа (заснована в 1976 році) — це державна школа, що спеціалізується на навчанні англійської мови.
Газіантепська наукова середня школа — державна середня школа-інтернат у місті Газіантеп, Туреччина, з навчальною програмою, сконцентрованою на природничих науках і математиці, та з викладанням турецькою мовою.
У місті також є різноманітні середні школи, що складаються з приватних і державних шкіл, зокрема Газіантеп Фен Лісесі (Gaziantep Fen Lisesi). Gaziantep College Foundation — один з найстаріших коледжів у Газіантепі. Наукова середня школа Газіантепського коледжу (абревіатура GKV) є найуспішнішою середньою школою в Газіантепі.
Коледж Санко — молода, але успішна школа в Газіантепі. Його навчальний заклад є одним із найкваліфікованіших у Туреччині. Новітня науково-технічна середня школа Санко також вважається дуже хорошою школою.
Головний кампус Газіантепського університету розташований за 10 км від центру міста. Заклад набув статусу державного університету в 1987 році, але вже пропонував вищу освіту з 1973 року як філіал Близькосхідного технічного університету. Це один з найбільших університетів Туреччини, в якому навчається 27 000 студентів.
Університет Хасана Кальончу (Hasan Kalyoncu Üniversitesi) — приватний університет, заснований у 2008 році. Наразі університет має п'ять факультетів, три інститути та три професійно-технічні училища.
Університет Зірве (Zirve Üniversitesi) — приватний університет, заснований у 2009 році. Станом на 2016 рік університет мав п'ять факультетів. У 2016 році університет був закритий урядом, а його приміщення передані Газіантепському університету.
Наймолодшим університетом в Газіантепі — Університет Санко (Sanko Üniversitesi). Заснований у 2013 році, Університет Санко є першим «тематичним університетом» у Туреччині.

## Спорт
| Клуб                                            | Спорт          | Засновано | Ліга                         | Місце проведення                  |
| ----------------------------------------------- | -------------- | --------- | ---------------------------- | --------------------------------- |
| ALG Спорт                                       | Жіночий футбол | 1998 рік  | Суперліга з жіночого футболу | Стадіон «Батур»                   |
| Газіантепспор                                   | Футбол         | 1969 рік  | Ліга аматорів Болгезеля      | Новий стадіон Газіантепа          |
| Газішехір Газіантеп ФК                          | Футбол         | 1988 рік  | Суперліга                    | Новий стадіон Газіантепа          |
| Газікентспор                                    | Жіночий футбол | 2006 рік  | Друга жіноча ліга            | Стадіон «Газикент»                |
| Газіантеп (грає за підтримки Royal Halı з 2012) | Баскетбол      | 2007 рік  | Турецька баскетбольна ліга   | Спортивний зал імені Каміля Оцака |
| Газіантеп Поліс Гюджю СК Чоловічий хокей        | Хокей          | 2003 рік  | Турецька хокейна Суперліга   |                                   |
| Газіантеп Асіяспор                              | жіночий футбол | 2021 рік  | Суперліга з жіночого футболу | Футбольне поле Актопрак           |

«Бешленспор» грав у Турецькій баскетбольній лізі з 1986 по 1992 рік і один раз представляв «Газіантеп» у баскетболі.

## Містобудування
Історичний центр Газіантепа розташований на півночі на річці Аллен на півночі та на височинах на півдні. :64 Розташування міста серед цих височин, ймовірно, було обумовлено їх обороноздатністю. :64
Історично головною торговою віссю був шлях від замку, що пролягав на південний схід по дорозі до Алеппо. :8, 13 Уздовж цієї вулиці було побудовано кілька ханів. :8 Через спекотний клімат вулиці міста були дуже вузькими, щоб максимально використовувати тінь від будівель. :9 Орієнтація будівель була важливою, щоб мешканці не могли бачити подвір'я один одного (важливий приватний простір, особливо для жінок) і щоб вони не затуляли сонячне світло сусіднім будинкам. :6, 9
Загалом, населення міста було організовано за етнорелігійними групами, які жили поруч в одному районі. :9–10 Близько часу Першої світової війни населення міста було розділене між мусульманами на сході та немусульманами (переважно вірменами) на заході. :197 Мусульмани проживали в районах Карагьоз, Чукур, Тіслакі та Шекероглу; вірмени проживали в районах Акйол та Бей; а євреї проживали в районах Дюгмечі та Карагьоз. :10
Перші спроби містобудування були зроблені в 1891 році під керівництвом Мустафи Аги, першого мера Газіантепа, і включали план міста та карту провінції. :64 Однак, за словами Куюджу та Озера, отримані карти та плани недоступні. :64Інший ранній план міста Газіантеп був розроблений Барсумяном та Назаряном на початку 1920-х років, під час Турецької війни за незалежність. :197 :11 План Барсумяна-Назаряна передбачав аеропорт для міста, але не передбачав залізничного сполучення. :197 У цей період, оскільки єврейська та вірменська громади покинули місто під час війни, місто не розширювалося на нові території; натомість, тепер порожні квартали використовувалися для задоволення нових потреб. :64

### План Янсена (1938)
У перші роки існування Турецької Республіки були прийняті нові закони про містобудування, які вимагали від усіх великих міст мати плани розвитку. :64 У 1938 році муніципалітет Газіантепа звернувся до Германа Янсена з проханням розробити план міста. :200 План Янсена став першою великомасштабною ініціативою з містобудування в Газіантепі, і багато його пропозицій були втілені в життя. :67
План Янсена був спрямований на збереження існуючого вигляду міста Газіантеп, а також на планування нових районів за межами традиційного центру. :64 Він був зосереджений головним чином на новій забудові північної, південної та західної частин міста. :200 Нові промислові зони були розплановані вздовж важливих транспортних артерій, зокрема доріг Нізіп та Алепп :200 Найважливішою була промислова зона площею 33 гектари на півночі міста, яка мала бути підключена до залізничної мережі. :200 Нова промислова зона була спеціально обрана на північному сході, оскільки переважаючий напрямок вітру — північно-західний, тому таким чином забруднення повітря не буде поширюватися над містом. :66
План передбачав кілька важливих змін у транспортній мережі міста. :64 Одним з найважливіших було додавання залізничної лінії, що з'єднувала Газіантеп з національною залізничною системою. :64 До цього часу турецьке залізничне будівництво ігнорувало Газіантеп (частково через його гірське оточення); національний залізничний план, також запроваджений у 1938 році, залишив Газіантеп непідключеним до залізничної мережі. :198–9 План Янсена був першою серйозною пропозицією щодо будівництва залізниці до Газіантепа. :200 Янсен хотів розмістити залізничний вокзал на північній стороні міста з кількох причин. :64–5 По-перше, тому що рельєф на північній стороні більш рівний; по-друге, тому що будівництво залізниці на південній стороні відокремило б старе місто від нових запланованих житлових районів, розташованих далі на південь, чого Янсен хотів уникнути. :65
Янсен також запланував значні зміни в вуличному плані міста, відкривши кілька нових бульварів і розширивши існуючі вулиці, щоб створити безперервну транспортну мережу. :65 Він запропонував об'єднати дороги Нарлі та Алеппо в район Ісмет Іненю, який мав стати головною транспортною віссю міста. :65 Існуюча комерційна вісь вздовж дороги Алеппо, вздовж якої розташовані хани та ринки, мала бути розширена новими комерційними будівлями вздовж нової вулиці Іненю. :65–6 План також передбачав створення осі з південного заходу на північний схід, що з'єднуватиме дороги Кіліс та Нізіп через вулицю Істасьон на півночі та вулицю Ататюрк на заході; ця вісь також мала бути з'єднана з вулицею Іненю. :65 Дві важливі існуючі вулиці в старому місті, Субурджу та Ескі Сарай, також мали бути розширені та з'єднані з іншими вулицями. :65 Нарешті, крім доріг і залізниць, Янсен також запропонував побудувати аеропорт на західній стороні міста. :65
Однією з найважливіших особливостей плану Янсена було створення зеленої зони вздовж річки Аллебен, що пролягає зі сходу на захід через усе місто, де не передбачалося жодного будівництва. :66 Це забезпечило б велику відкриту рекреаційну зону. :66 Янсен також запропонував велику територію на північ від річки використовувати під спортивні майданчики та іподром, ххоча вони так і не були побудовані. :66
План Янсена передбачав створення нових житлових районів на південь від старого міста. :65 Можливо, це було зроблено, щоб дотриматися існуючої головної осі вздовж південної дороги до Алеппо. :65 Можливо, це було зроблено також тому, що Янсен хотів, щоб існуючі будинки старого міста були видні з півдня. :65 Він хотів побудувати нові житлові райони в подібному стилі, з двоповерховими будинками, розташованими на паралельних вулицях, що тягнуться вздовж схилу пагорбів. :65 Щоб забезпечити простір для розширення житлової забудови на південь, Янсен запропонував перенести існуюче кладовище на південній стороні міста на нове заплановане місце на північному сході. :65–6
На північний захід від старого міста Янсен хотів побудувати одноповерхові будинки серед виноградників у сільськогосподарській зоні з низькою щільністю населення. :65 Запропонований робітничий квартал на північному сході, поблизу запланованої промислової зони, мав бути побудований за подібним планом, з недорогими одноповерховими будинками. :65
Для нових адміністративних будівель міста Янсен вирішив розвивати район Чукюрбостан, розташований у старому центрі міста, але з деякими вільними площами. :66 Відходячи від своєї типової політики не змінювати стару міську забудову, він також запропонував знести деякі існуючі будівлі та змінити існуючу схему вулиць, щоб розмістити нову забудову. :66

### Вплив
Багато елементів плану Янсена зрештою були втілені в життя, і це мало значний вплив на те, як Газіантеп будувався протягом 20 століття. :66 Це особливо вплинуло на транспортну мережу міста: було реалізовано будівництво залізничної лінії на північній стороні, відкриття нових транспортних осей, таких як вулиця Іненю, та розширення існуючих доріг. :66 Розширення комерційних зон вздовж старої дороги в Алеппо призвело до розвитку району Іненю як однієї з головних комерційних осей міста, роль якої вона виконує і досі. :66 Однак запропонована ним територія аеропорту так і не була побудована — у 1950-х роках, коли урбанізація та зростання населення створили новий попит, ця територія була перетворена на житлову зону. :66
Заплановане розширення житлової забудови на південь відбулося, як і запропоноване перенесення кладовища на північний схід, але в кінцевому підсумку основний напрямок розширення житлової забудови змістився на північний захід. :66 Частково це пояснюється тим, що горбист місцевість на півдні менш сприятлива для будівництва. :67 Промислова зона на північному сході була побудована, але сусідній робітничий квартал так і не був реалізований. :66 Хоча рекреаційні зони на півночі так і не були побудовані, зелений пояс Аллебен став важливою зеленою зоною в місті й залишається ним донині (хоча частина його з того часу була передана під нове будівництво). :66 Рекомендація Янсена щодо малоповерхової забудови також дозволила зберегти панораму міста до 1970-х років. :66
Одним із недоліків плану Янсена було те, що він значно недооцінював зростання населення міста протягом наступних 50 років, особливо після 1945 року. :66 Ця недооцінка призвела до зростання неконтрольованих, незапланованих поселень у місті. :67Крім того, загальна політика Янсена щодо невтручання в старий центр міста виявилася недостатньою для збереження його характеру — за відсутності керованого нагляду багато старих будівель зрештою занепали, зрештою були знесені, а потім замінені новими спорудами, які архітектурно не вписувалися в оточення. :67

### План Ару-Сойлемезоглу (1955)
До 1950-х років швидке зростання Газіантепа виходило за межі плану Янсена, що призвело до створення незапланованих поселень (таких як Каршіяка на півночі та Дюзтепе на півдні) і спонукало до створення нового плану міста. :556 Цей план, розроблений Кемалем Ахметом Ару та Хамітом Кемалі Сейлемезоглу у 1955 році, продовжував основні принципи плану Янсена, додавши до нього деякі зміни. :556 Форма міста залишалася компактною та зосередженою навколо єдиного центру, який тепер розширювався на південь та захід. :556–7
Головною метою плану Ару-Сейлемезоглу було забезпечення зростаючого міського населення новим житлом. :560 Також робилися спроби переходу від аграрно-орієнтованої економіки до промислової. :560
Серед важливих особливостей, запроваджених у плані Ару-Сьолмезоглу, були залізнична станція, яка зараз знаходиться на своєму нинішньому місці, та додавання нової автомагістралі Іпек Йолу як продовження вулиці Істасьон на північ. :556 Нові заплановані елітні житлові райони Бахчелієвлер, Каваклик та Оґретменевлері ознаменували перехід до будівництва нових районів на південному заході. :556 Була відкрита вулиця Орду, західне продовження вулиці Ататюрк, і вісь Кіліс-Алеппо перенеслася на цей маршрут. :556–7 Загалом, план Ару-Сьолмезоглу передбачав сітчастий план вулиць міста. :10
Територія на північ від річки Аллебен, яка за планом Янсена була визначена як рекреаційна зона, за планом Ару-Сьолмезоглу була перетворена на житлову забудову. :557 ККілька нових невеликих промислових зон також було створено навколо районів Нізіп, Арабан та Іпек. :556

### План Кана (1973)
У 1973 році під егідою банку «Іллер» було організовано конкурс на розробку третього плану зонування міста Газіантеп; він проводився одночасно з аналогічними конкурсами в Коньї та Кайсері. :557 Переможцем конкурсу в Газіантепі стала команда під керівництвом Зюхту Кана, до складу якої також входили Ялчин Алайбейоглу, Абдулла Деллалоглу, Музейєн Джан і Халук Арал. :557 План Кана, розроблений за результатами конкурсу, складався з декількох етапів, що визначали розвиток міста до 1995 року, коли, за прогнозами, населення Газіантепа мало досягти 1 мільйона осіб. :557
План Кана був спрямований на розвиток Газіантепа як промислового центру, зі збільшенням частки земель, відведених під промислове використання. :557 Ці промислові райони також все більше відокремлювалися від житлових районів. :561 План Кана передбачав створення міста з трьома полюсами: промисловими районами на західному і східному кінцях та новою житловою забудовою на півдні. :557 Організована промислова зона Газіантепа була створена в 1969 році та була однією з перших у Туреччині. :558 До 1978 року виробництво досягло 11,6 % ВВП Газіантепа, :561 порівняно з приблизно 17 % по країні в цілому.
1970-ті роки були періодом найвищої імміграції до Газіантепа. :558 Нові житлові забудови в цей період були зосереджені у двох основних районах :558 Перший район — це квартали на півдні та сході міста, такі як Каршіяка, Дюзтепе та Чіксорут, де було багато робочих місць у виробничій сфері. :558 Друга зона складалася з районів на півночі та заході, де проживали люди з відносно вищим рівнем доходу, які працювали у сфері послуг. :558 Моделі міського розвитку в цих двох районах відрізнялися. :558 На півдні та сході спостерігалася нерегулярна модель забудови, сформована шляхом придбання землі навколо заводів. :558 На півночі та заході була розгалужена мережа широких вулиць, вздовж яких стояли будинки та багатоквартирні комплекси. :558
Починаючи з середини 1980-х років, план Кана був зведений нанівець незаконним будівництвом і амністією щодо зонування, що порушило цілісність плану і призвело до непланового зростання міста. :558 Муніципальна влада намагалася вирішити ситуацію, здійснюючи часткові втручання з метою відновлення цих районів, але в кінцевому підсумку це призвело до утворення погано інтегрованих ділянок міста. :558

### План Алдана (1990)
Проблема незаконного будівництва наприкінці 80-х років, у поєднанні із запровадженням Закону про муніципалітети мегаполісів та змінами до національних правил зонування, таких як Закон про зонування 3194 (ообидва надають містам більші повноваження в галузі містобудування на противагу центральному уряду), зумовила необхідність оновлення плану міста. :558, 61 Цей план, четвертий в історії Газіантепа, був розроблений у 1990 році Х. Огузом Алданом. :558 План Алдана був розрахований на період до 2005 року, з прогнозованою чисельністю населення близько 1,8 мільйона осіб. :558 Він передбачав розширення міста до 8010 га, з яких 26 % мали бути житловими, 22 % — промисловими, а 17 % — відкритими зеленими зонами. :558
План Алдана слідував метрополітарній, поліцентричній моделі, з новими комерційними зонами, змішаними з житловими районами, які слугували вторинними міськими центрами. :558 Основні напрямки нового розвитку були спрямовані на захід і південь. :558 Нова кільцева дорога на сході, півдні та заході сприяла зростанню в цих напрямках :558 Деякі з нових другорядних центрів були побудовані в районах Караташ та Ібрагімлі. :559 Іншим важливим доповненням стала нова комерційна зона на східній стороні міста під назвою Gaziantep Ticaret ve Endüstri Merkezi (азіантепський центр торгівлі та промисловост), або скорочено GATEM. :559 Розташований на шосе Арабан-Адіяман, на околиці міста, GATEM мав займати 40 га і також включати міжміський автовокзал. :559

### У XXI столітті
З 2000-х років було реалізовано низку невеликих цільових проєктів, таких як місцеве перепланування промислових зон у районі Уналді; реконструкція незапланованих поселень, які не відповідають будівельним нормам; а також різні інші проєкти розвитку (наприклад, у таких районах, як Багларбаші, Генеїк, Сарігюллюк, Халеп Булварі, Кіліс Йолу та Орта Тепе). :559–60

### Зоопарк

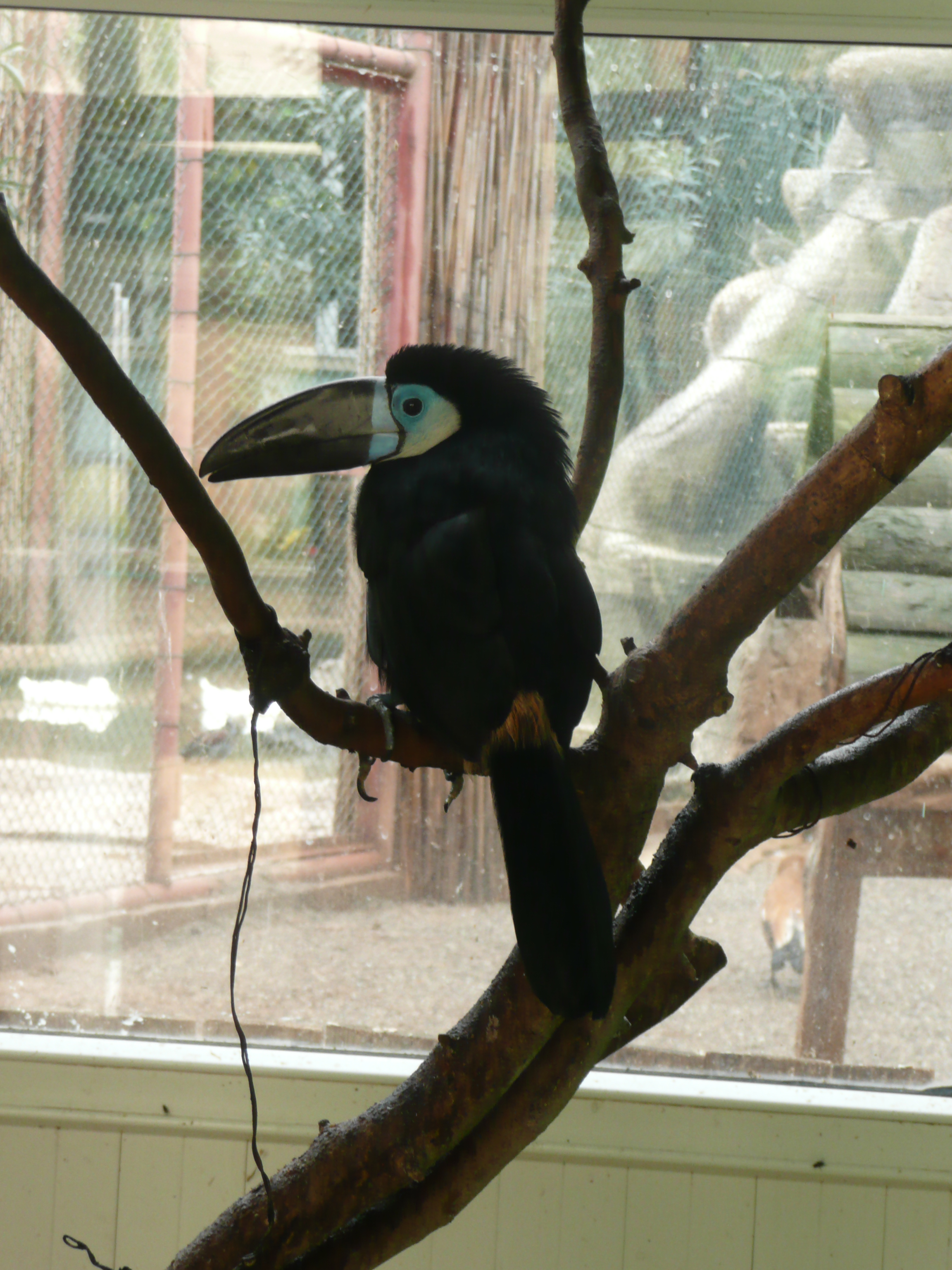
Тукан чорнодзьобий у зоопарку Газіантепа

Зоопарк Газіантепа — один з найбільших зоопарків Туреччини. Особливо цікаві пташиний павільйон та акваріум. У зоопарку Газіантепа представлено велику різноманітність тварин, привабливі місця для пікніка та кафетерій. Об'єкт розташований на території площею 1 000 000 квадратних метрів поле. Тут мешкають 264 види та 6814 тварин.

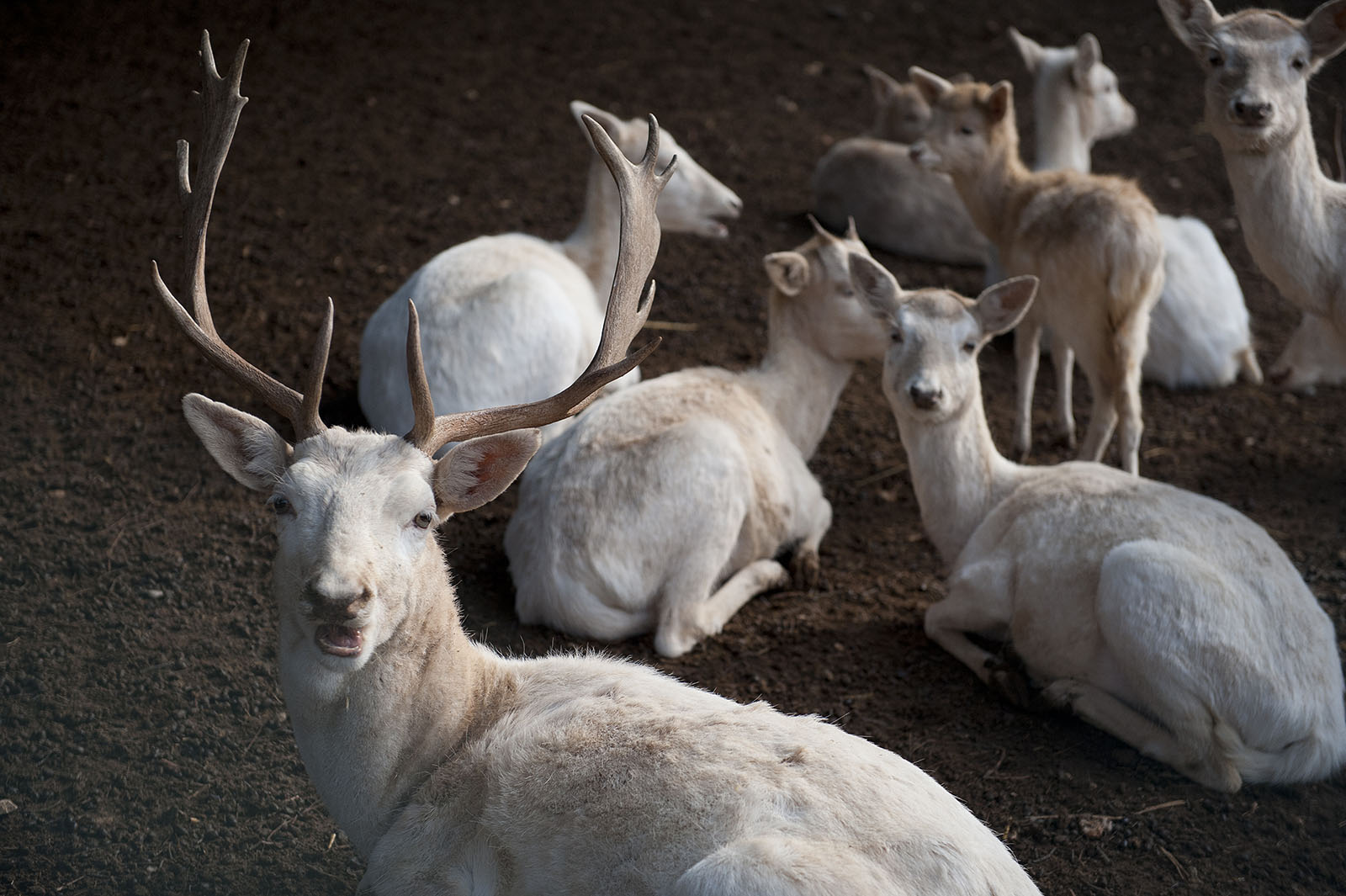
Зоопарк Газіантепа Білий олень
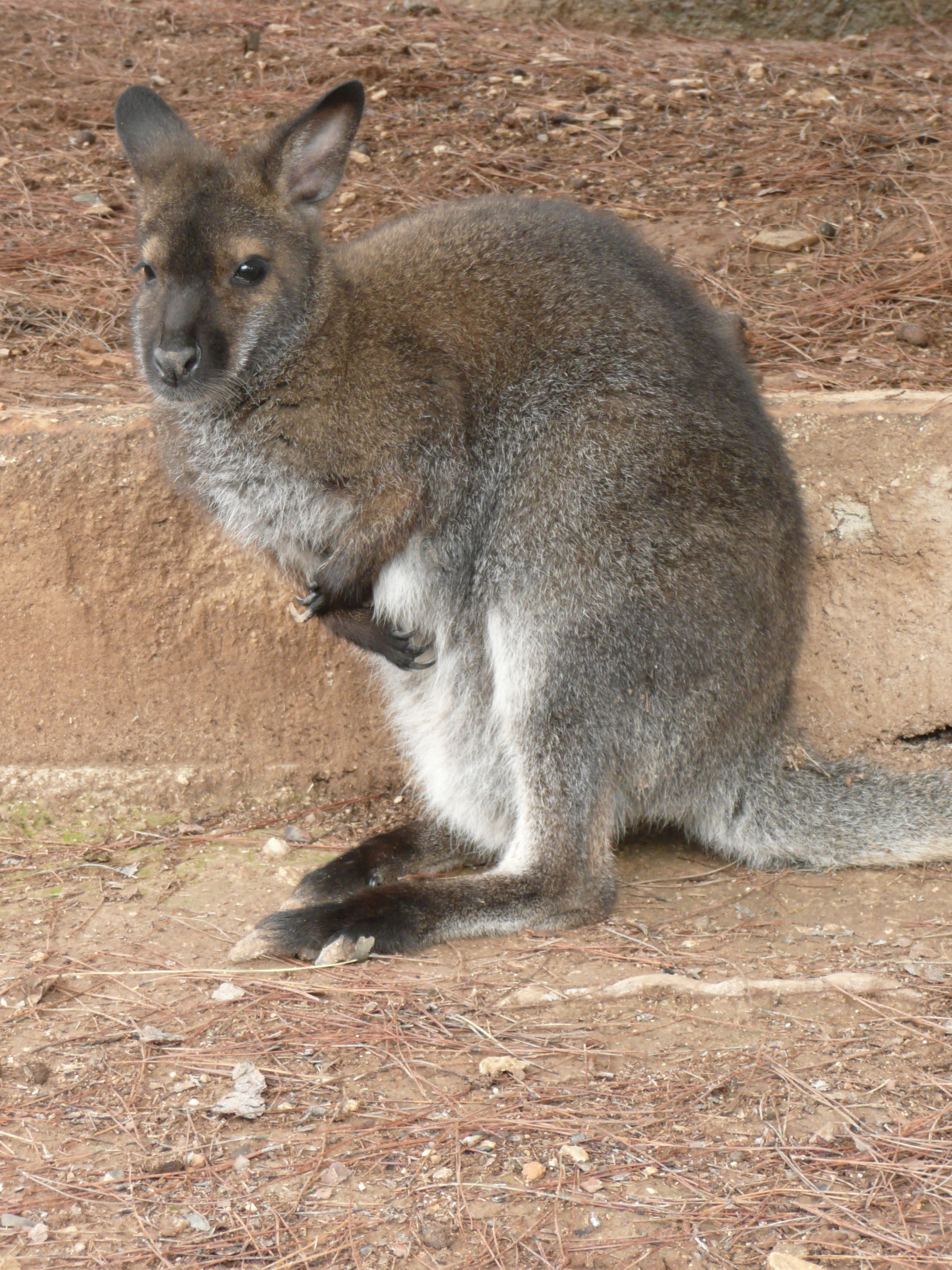
Червоношийний валабі
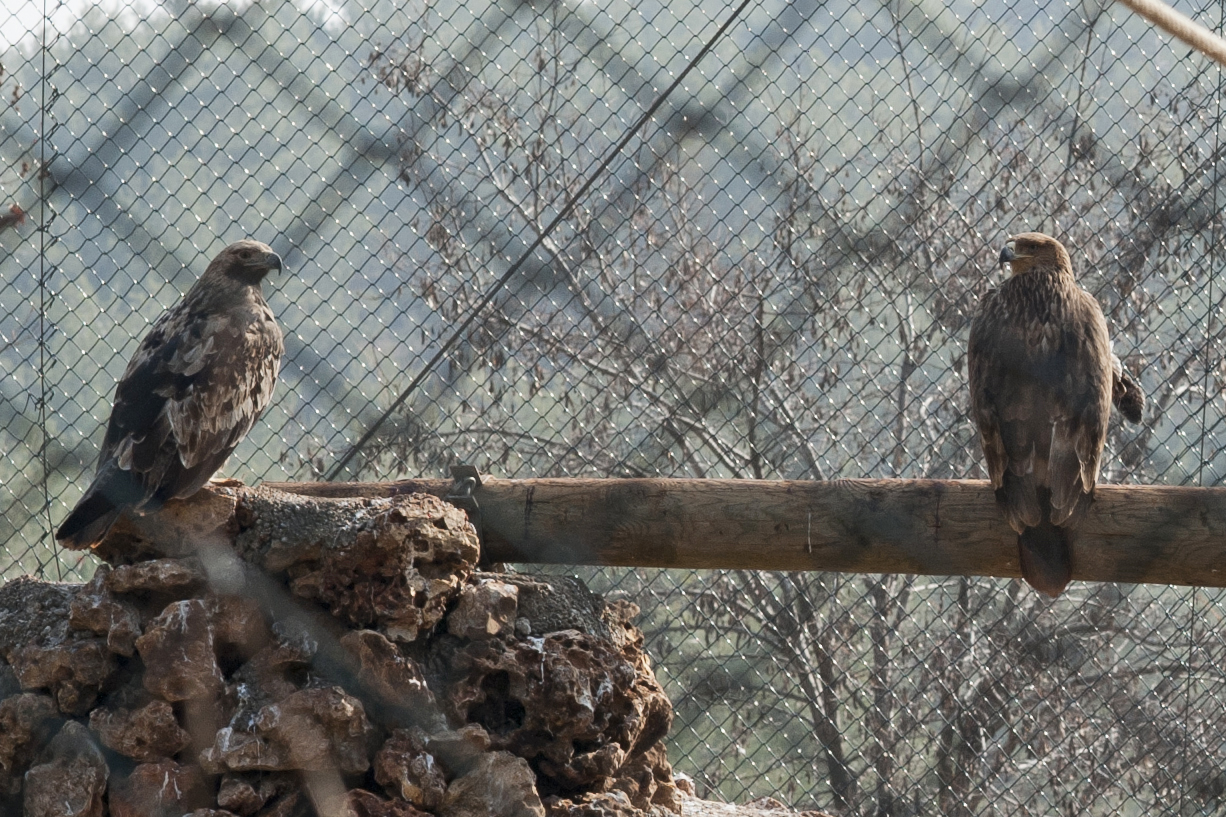
Орли зоопарку Газіантеп

## Цікаві факти
У Харкові, що є містом-побратимом, в саду Шевченка встановлено копію найбільш знаменитої пам'ятки Газіантепу — мозаїку з обличчям чорнобрової дівчини, яку називають «циганка», оригінал якої знаходиться у Музеї мозаїк Зеугми.

## Відомі люди
- Муніф-паша (1828/29–1910), державний діяч та реформатор османської системи освіти
- Тайфур Сёкмен (1892–1980), політик і президент штату Хатай
- Арам Караманукян (1910–1996), вірмено-сирійський військовий та політик
- Їлмаз Онай (1937–2018), письменник
- Улкю Тамер (1937–2018), поет, оповідач та літературний перекладач
- Талат Озкарслі (1938–2020), футболіст
- Догу Перінчек (* 1942), політик
- Хасан Джелал Гюзель (1945–2018), політик
- Едіп Акбайрам (1950–2025), музикант
- Йилмаз Танкут (* 1959), політик, депутат від MHP і підприємець
- Ахмет Уміт (* 1960), письменник
- Фатма Шахін (* 1966), інженер-хімік і політик
- Мустафа Юджедаг (1966–2020), нідерландсько-турецький футболіст
- Ібрагім Вурал (* 1969), німецько-турецький боксер
- Кемаль Аслан (* 1981), футболіст
- Хазал Кая (* 1990), акторка
- Бюшра Барбарос (* 1996), спринтерка та бар'єристка
- Толга Шахін (* 1997), футболіст
- Сена Шенер (* 1998), співачка

## Міста-побратими
- Ірбід, Йорданія (10 квітня 2010)[148][4]
- Алеппо, Сирія
- Ар'яна, Туніс (6 червня 2013)[149][4]
- Багдад, Ірак (15 січня 2023)[150][4]
- Брага, Португалія (15 вересня 2022)[151][4]
- Вібо-Валентія, Італія
- Дуйсбург, Німеччина (3 червня 2005)[1][2][…]
- Ель-Кувейт, Кувейт (9 квітня 2007)[152][4]
- Карлстад, Швеція (7 жовтня 2008)[8][9][4]
- Кенітра, Марокко (25 лютого 2015)[153][4]
- Керманшах, Іран (16 липня 2011)[154][4]
- Котор, Чорногорія (1 листопада 2014)[155][4]
- Людвігсгафен-на-Рейні, Німеччина (24 лютого 2014)[3][4][5]
- Майкоп, Росія (10 жовтня 2011)[156][4]
- Мінськ, Білорусь (20 вересня 2018)[10][11][4]
- Неймеген, Нідерланди (2006)
- Острава, Чехія (9 листопада 2012)[13][4][14]
- /  Північна Нікосія, Турецька Республіка Північного Кіпру / Кіпр (7 грудня 2009)[157][4]
- Піттсбург, США[158]
- Сабарагамува, Шрі-Ланка (28 травня 2013)[159][4]
- Сурабая, Індонезія (27 квітня 2021)[160][4]
- Тарту, Естонія (31 січня 2014)[12][4][…]
- Триполі, Ліван (31 березня 2012)[161][4]
- Улан-Батор, Монголія (25 вересня 2010)[162][4]
- Урумчі, КНР (23 вересня 2016)[163][4]
- Флоренція, Італія
- Харків, Україна (15 квітня 2011)[6][7][…]
- Целє, Словенія (18 березня 2014)[164][4]
- Цетинє, Чорногорія (23 травня 2013)[15][16][4]
- емірат Дубай, ОАЕ
- комуна Седертельє, Швеція